# Rugby en España 1976
La gran novedad de la temporada 1975-1976 era la reorganización de la liga nacional de 2ª división que de 8 equipos pasaba a 32. Los objetivos del cambio eran la disminución de gastos de viaje ya que los 4 grupos estaban constituidos por zonas, por lo que se reducían las distancias. Y también dar a más clubes el prestigio de disputar una categoría nacional en lugar de regional o provincial. Sin embargo esto redundaba en perjuicio de la federaciones territoriales que veían sus ligas diezmadas, de hecho el grupo Sur de la 2ª Nacional era en realidad una regional andaluza con 1 equipo de Córdoba (España), 2 de Granada y 5 de Sevilla. Igualmente el grupo Centro era casi totalmente madrileño, con 5 clubes de esa ciudad, más 2 aragoneses y 1 de Salamanca.

El rugby nacional de 1976 estaba aun dominado por las dos federaciones más antiguas del país: Madrid y Cataluña. Especialmente la primera que tenía 9 equipos en ligas nacionales, 4 de ellos en 1ª división y eran estos los que copaban los primeros puestos. Desde la reinstauración de la liga en 1970, exceptuando la temporada inaugural, todos los campeonatos había sido ganados por equipos madrileños y no parecía que esto fuera a cambiar.

CUADRO DE HONOR
| TORNEO                             | CAMPEÓN                      | SUBCAMPEÓN                    |
| ---------------------------------- | ---------------------------- | ----------------------------- |
| IX Campeonato Nacional de Liga 1ªD | Colegio Mayor Cisneros       | Club Deportivo Arquitectura   |
| XLIII Campeonato España (Copa)     | Club Deportivo Arquitectura  | Club Atlético Uros (CAU)      |
| V Campeonato Nacional de Liga 2ªD  | Olímpico Leganés             | Valencia Rugby Club           |
| XIII Campeonato España Juvenil     | Club Atlético Uros (CAU)     | Santa María del Pilar         |
| III Campeonato España Cadete       | Unión Deportiva Samboyana    | Universidad Laboral La Coruña |
| Liga Catalana 1ªD                  | Barcelona Unión Club (BUC)   | La Salle-Bonanova             |
| Liga de Madrid 1ªD                 | Juventud Karmen              | Teca Rugby Club               |
| Liga Castellana                    | CR Valladolid-San José       | CDU-Valladolid                |
| Liga Vasco-Navarra                 | Club Deportivo Bidasoa       | Sociedad Deportiva Anoeta     |
| Liga Vizcaya                       | Basauri Rugby Club           | Gernika Rugby Taldea          |
| Liga Valenciana 1ªD                | C.P. Les Abelles             | Tatami Rugby Club             |
| Copa FIRA 1ª División              | Selección de rugby de España | 4ª posición                   |

## Competiciones Nacionales

### VIII Campeonato Nacional de Liga 1ª División
El Arquitectura como campeón de 1974 y 1975 aparecía de nuevo como el máximo favorito para obtener el título. El resto de equipos madrileños podrían ser sus rivales más cercanos, empezando por el Colegio Mayor Cisneros, subcampeón en 1975. El tricampeón Canoe era siempre un rival a tener en cuenta y el CAU Madrid, tercero en 1975, era un club en claro ascenso. Los catalanes que habían perdido a uno de sus efectivos, el Barça, parecían a un nivel inferior, con el Natación Barcelona y la Samboyana como mejores bazas. Atlético San Sebastián, CDU-Valladolid, RACA de Sevilla y el ascendido Cornellá lucharán por evitar el descenso o dar la sorpresa.

#### Resultados

##### Primera Vuelta
Todo transcurría dentro de los previsto con Arquitectura y Cisneros en lo alto de la tabla hasta la 5.ª jornada, en la que los arquitectos perdieron por un punto en su visita a Sevilla. Esto destacaba a los colegiales y les daba cierta ventaja antes de su enfrentamiento directo. El Atlético SS que podría haber estado en la lucha quedaba atrás debido a una incomparecencia y la consiguiente sanción. Arquitectura vuelve a equilibrar la balanza en la 7ª jornada, venciendo en el duelo directo por un corto 6-7. El fallecimiento del dictador Francisco Franco pospuso unas semanas el desenlace de la primera vuelta, pero en su final nada cambió. Ambos líderes estaban distanciados con 8 victorias y 1 derrota del Atlético SS, tercero, que realizó una buena primera vuelta pero se encontraba a 6 puntos por la sanción federativa. Samboyana, CAU, Canoe y RACA estaban casi empatados en la zona media. Cornellá se distanciaba con 3 victorias de CDU y Natación que se situaban en las últimas plazas

| Resultados 1ª División IDA           | Resultados 1ª División IDA  | Resultados 1ª División IDA | Resultados 1ª División IDA  |
| Ciudad                               | Local                       | Resultado                  | Visitante                   |
| ------------------------------------ | --------------------------- | -------------------------- | --------------------------- |
| 1ª Jornada (12 de octubre de 1975)   |                             |                            |                             |
| Madrid                               | Canoe Natación Club         | 12-17                      | Colegio Mayor Cisneros      |
| Cornellá                             | Rugby Club Cornellà         | 7-7                        | Unión Deportiva Samboyana   |
| Sevilla                              | Club de Campo RACA Sevilla  | 19-10                      | Club Natación Barcelona     |
| Valladolid                           | CDU-Valladolid              | 3-3                        | Club Atlético Uros (CAU)    |
| Madrid                               | Club Deportivo Arquitectura | 6-0 np                     | Club Atlético San Sebastián |
| 2ª Jornada (19 de octubre de 1975)   |                             |                            |                             |
| Madrid                               | Colegio Mayor Cisneros      | 35-10                      | CDU-Valladolid              |
| Barcelona                            | Club Natación Barcelona     | 0-12                       | Canoe Natación Club         |
| Barcelona                            | Unión Deportiva Samboyana   | 9-4                        | Club de Campo RACA Sevilla  |
| San Sebastián                        | Club Atlético San Sebastián | 24-6                       | Rugby Club Cornellà         |
| Madrid                               | Club Atlético Uros (CAU)    | 6-26                       | Club Deportivo Arquitectura |
| 3ª Jornada (26 de octubre de 1975)   |                             |                            |                             |
| Madrid                               | Colegio Mayor Cisneros      | 43-3                       | Club Natación Barcelona     |
| Madrid                               | Canoe Natación Club         | 20-7                       | Unión Deportiva Samboyana   |
| Cornellá                             | Rugby Club Cornellà         | 10-6                       | Club Atlético Uros (CAU)    |
| Sevilla                              | Club de Campo RACA Sevilla  | 6-11                       | Club Atlético San Sebastián |
| Valladolid                           | CDU-Valladolid              | 9-36                       | Club Deportivo Arquitectura |
| 4ª Jornada (2 de noviembre de 1975)  |                             |                            |                             |
| Barcelona                            | Club Natación Barcelona     | 12-4                       | CDU-Valladolid              |
| Barcelona                            | Unión Deportiva Samboyana   | 4-42                       | Colegio Mayor Cisneros      |
| San Sebastián                        | Club Atlético San Sebastián | 24-12                      | Canoe Natación Club         |
| Madrid                               | Club Atlético Uros (CAU)    | 15-7                       | Club de Campo RACA Sevilla  |
| Madrid                               | Club Deportivo Arquitectura | 46-7                       | Rugby Club Cornellà         |
| 5ª Jornada (9 de noviembre de 1975)  |                             |                            |                             |
| Barcelona                            | Club Natación Barcelona     | 7-17                       | Unión Deportiva Samboyana   |
| Madrid                               | Colegio Mayor Cisneros      | 23-13                      | Club Atlético San Sebastián |
| Madrid                               | Canoe Natación Club         | 6-10                       | Club Atlético Uros (CAU)    |
| Sevilla                              | Club de Campo RACA Sevilla  | 14-13                      | Club Deportivo Arquitectura |
| Valladolid                           | CDU-Valladolid              | 9-6                        | Rugby Club Cornellà         |
| 6ª Jornada (14 de noviembre de 1975) |                             |                            |                             |
| Barcelona                            | Unión Deportiva Samboyana   | 22-3                       | CDU-Valladolid              |
| San Sebastián                        | Club Atlético San Sebastián | 23-9                       | Club Natación Barcelona     |
| Madrid                               | Club Atlético Uros (CAU)    | 10-25                      | Colegio Mayor Cisneros      |
| Madrid                               | Club Deportivo Arquitectura | 9-0                        | Canoe Natación Club         |
| Cornellá                             | Rugby Club Cornellà         | 4-0                        | Club de Campo RACA Sevilla  |
| 7ª Jornada (18 de noviembre 1975)    |                             |                            |                             |
| Barcelona                            | Unión Deportiva Samboyana   | 16-0                       | Club Atlético San Sebastián |
| Barcelona                            | Club Natación Barcelona     | 3-28                       | Club Atlético Uros (CAU)    |
| Madrid                               | Colegio Mayor Cisneros      | 6-7                        | Club Deportivo Arquitectura |
| Madrid                               | Canoe Natación Club         | 24-15                      | Rugby Club Cornellà         |
| Valladolid                           | CDU-Valladolid              | 4-6                        | Club de Campo RACA Sevilla  |
| 8ª Jornada (30 de noviembre de 1975) |                             |                            |                             |
| Valladolid                           | CDU-Valladolid              | 7-16                       | Club Atlético San Sebastián |
| Madrid                               | Club Atlético Uros (CAU)    | 7-4                        | Unión Deportiva Samboyana   |
| Madrid                               | Club Deportivo Arquitectura | 60-0                       | Club Natación Barcelona     |
| Cornellá                             | Rugby Club Cornellà         | 20-11                      | Colegio Mayor Cisneros      |
| Sevilla                              | Club de Campo RACA Sevilla  | 11-3                       | Canoe Natación Club         |
| 9ª Jornada (14 de diciembre de 1975) |                             |                            |                             |
| San Sebastián                        | Club Atlético San Sebastián | 16-3                       | Club Atlético Uros (CAU)    |
| Barcelona                            | Unión Deportiva Samboyana   | 0-10                       | Club Deportivo Arquitectura |
| Barcelona                            | Club Natación Barcelona     | 3-13                       | Rugby Club Cornellà         |
| Madrid                               | Colegio Mayor Cisneros      | 64-0                       | Club de Campo RACA Sevilla  |
| Madrid                               | Canoe Natación Club         | 26-3                       | CDU-Valladolid              |

##### Segunda Vuelta
A la vuelta de las vacaciones parecía que todo seguiría igual, y que la Escuela y el Colegio deberían dirimir el campeonato en su duelo particular. Pero en la jornada 13, acabando enero, el Arquitectura da de nuevo alas a los de Cisneros perdiendo sorprendentemente contra Cornellá, de nuevo los colegiales están en ventaja. Por abajo las cosas están también claras, solo falta saber entre CDU y Natación quien va al descenso y quien va a la promoción, el resto de equipos ni pueden alcanzar la cabeza y tampoco es probable que caigan en la cola.

El 15 de febrero era el día definitivo con el enfrentamiento de los líderes. El CAU estuvo por dos veces a punto de convertirse en el juez de la contienda, ya que puso muchos problemas a ambos equipos para poder ganarle: el Cisneros le superó en la jornada 15º por 16-14, Arquitectura sufrió en la siguiente para derrotarles por 11-9. El partido decisivo estuvo muy igualado, tan igualado que acabó 7-7, resultado que favorecía a los colegiales. Los arquitectos tenían que ganar todo y esperar al milagro de que Cisneros no ganara los dos encuentros que restaban, contra Cornellá en casa y contra el RACA en Sevilla.

Pero no hubo milagro, ambos clubes vencieron sin demasiados problemas sus compromisos por lo que el Colegio Mayor Cisneros se proclamaba campeón de liga por primera vez, con la Escuela de subcampeones a 2 puntos. Tercero fue el CAU que hizo una gran segunda vuelta y cuarto el Canoe, que obtuvo la plaza en la última jornada y por segundo años los 4 equipos madrileños copaban los primeros puestos. 

En el descenso la vital victoria del CDU en Sevilla le permitió adelantar al Natación que se vio abocado al descenso por un punto, ambos con tres victoria, pero los pucelanos con dos empates y los nadadores solo con 1.
| Resultados 1ª División VUELTA       | Resultados 1ª División VUELTA | Resultados 1ª División VUELTA | Resultados 1ª División VUELTA |
| Ciudad                              | Local                         | Resultado                     | Visitante                     |
| ----------------------------------- | ----------------------------- | ----------------------------- | ----------------------------- |
| 10ª Jornada (4 de enero de 1976)    |                               |                               |                               |
| Madrid                              | Colegio Mayor Cisneros        | 23-16                         | Canoe Natación Club           |
| Barcelona                           | Unión Deportiva Samboyana     | 17-9                          | Rugby Club Cornellà           |
| Barcelona                           | Club Natación Barcelona       | 3-24                          | Club de Campo RACA Sevilla    |
| Madrid                              | Club Atlético Uros (CAU)      | 36-6                          | CDU-Valladolid                |
| San Sebastián                       | Club Atlético San Sebastián   | 4-49 np                       | Club Deportivo Arquitectura   |
| 11ª Jornada (11 de enero de 1976)   |                               |                               |                               |
| Valladolid                          | CDU-Valladolid                | 0-36                          | Colegio Mayor Cisneros        |
| Madrid                              | Canoe Natación Club           | 27-10                         | Club Natación Barcelona       |
| Sevilla                             | Club de Campo RACA Sevilla    | 12-13                         | Unión Deportiva Samboyana     |
| Cornellá                            | Rugby Club Cornellà           | 14-6                          | Club Atlético San Sebastián   |
| Madrid                              | Club Deportivo Arquitectura   | 11-9                          | Club Atlético Uros (CAU)      |
| 12ª Jornada (18 de enero de 1976)   |                               |                               |                               |
| Barcelona                           | Club Natación Barcelona       | 0-54                          | Colegio Mayor Cisneros        |
| Barcelona                           | Unión Deportiva Samboyana     | 18-6                          | Canoe Natación Club           |
| Madrid                              | Club Atlético Uros (CAU)      | 30-6                          | Rugby Club Cornellà           |
| Sevilla                             | Club Atlético San Sebastián   | 7-13                          | Club de Campo RACA Sevilla    |
| Madrid                              | Club Deportivo Arquitectura   | 32-0                          | CDU-Valladolid                |
| 13ª Jornada (25 de enero de 1976)   |                               |                               |                               |
| Valladolid                          | CDU-Valladolid                | 9-9                           | Club Natación Barcelona       |
| Madrid                              | Colegio Mayor Cisneros        | 44-10                         | Unión Deportiva Samboyana     |
| San Sebastián                       | Canoe Natación Club           | 32-3                          | Club Atlético San Sebastián   |
| Sevilla                             | Club de Campo RACA Sevilla    | 3-7                           | Club Atlético Uros (CAU)      |
| Cornellá                            | Rugby Club Cornellà           | 17-12                         | Club Deportivo Arquitectura   |
| 14ª Jornada (1 de febrero de 1976)  |                               |                               |                               |
| Barcelona                           | Unión Deportiva Samboyana     | 7-17                          | Club Natación Barcelona       |
| San Sebastián                       | Club Atlético San Sebastián   | 7-38                          | Colegio Mayor Cisneros        |
| Madrid                              | Club Atlético Uros (CAU)      | 22-18                         | Canoe Natación Club           |
| Madrid                              | Club Deportivo Arquitectura   | 55-18                         | Club de Campo RACA Sevilla    |
| Cornellá                            | Rugby Club Cornellà           | 13-10                         | CDU-Valladolid                |
| 15ª Jornada (8 de febrero de 1976)  |                               |                               |                               |
| Valladolid                          | CDU-Valladolid                | 42-3                          | Unión Deportiva Samboyana     |
| Barcelona                           | Club Natación Barcelona       | 24-10                         | Club Atlético San Sebastián   |
| Madrid                              | Colegio Mayor Cisneros        | 16-14                         | Club Atlético Uros (CAU)      |
| Madrid                              | Canoe Natación Club           | 11-22                         | Club Deportivo Arquitectura   |
| Sevilla                             | Club de Campo RACA Sevilla    | 7-4                           | Rugby Club Cornellà           |
| 16ª Jornada (15 de febrero de 1976) |                               |                               |                               |
| San Sebastián                       | Club Atlético San Sebastián   | 7-7                           | Unión Deportiva Samboyana     |
| Madrid                              | Club Atlético Uros (CAU)      | 18-4                          | Club Natación Barcelona       |
| Madrid                              | Club Deportivo Arquitectura   | 7-7                           | Colegio Mayor Cisneros        |
| Cornellá                            | Rugby Club Cornellà           | 0-10                          | Canoe Natación Club           |
| Sevilla                             | Club de Campo RACA Sevilla    | 16-20                         | CDU-Valladolid                |
| 17ª Jornada (22 de febrero de 1976) |                               |                               |                               |
| San Sebastián                       | Club Atlético San Sebastián   | 16-9                          | CDU-Valladolid                |
| Barcelona                           | Unión Deportiva Samboyana     | 33-6                          | Club Atlético Uros (CAU)      |
| Barcelona                           | Club Natación Barcelona       | 4-28                          | Club Deportivo Arquitectura   |
| Madrid                              | Colegio Mayor Cisneros        | 48-7                          | Rugby Club Cornellà           |
| Madrid                              | Canoe Natación Club           | 28-10                         | Club de Campo RACA Sevilla    |
| 18ª Jornada (7 de marzo de 1976)    |                               |                               |                               |
| Madrid                              | Club Atlético Uros (CAU)      | 38-10                         | Club Atlético San Sebastián   |
| Madrid                              | Club Deportivo Arquitectura   | 44-0                          | Unión Deportiva Samboyana     |
| Cornellá                            | Rugby Club Cornellà           | 18-9                          | Club Natación Barcelona       |
| Sevilla                             | Club de Campo RACA Sevilla    | 10-23                         | Colegio Mayor Cisneros        |
| Valladolid                          | CDU-Valladolid                | 3-10                          | Canoe Natación Club           |

#### Tabla de resultados
| Local \ Visitante      | ARQ   | ASS   | COR   | CAN   | CAU   | CDU   | CIS   | NAT   | RAC   | SAM   |   |
| ---------------------- | ----- | ----- | ----- | ----- | ----- | ----- | ----- | ----- | ----- | ----- | - |
| C.D. ARQUITECTURA      | —     | 6–0   | 46–7  | 9–0   | 11–9  | 32–0  | 7–7   | 60–0  | 55–18 | 44–0  |   |
| ATLÉTICO San Sebástian | 4–49  | —     | 24–6  | 24–12 | 10–6  | 16–9  | 7–38  | 23–9  | 7–13  | 7–7   |   |
| R.C. CORNELLÁ          | 17–12 | 14–6  | —     | 0–10  | 10–6  | 13–10 | 0–11  | 18–9  | 4–0   | 7–7   |   |
| CANOE N.C.             | 11–22 | 32–3  | 24–15 | —     | 6–10  | 26–3  | 12–17 | 27–10 | 28–10 | 13–3  |   |
| CAU MADRID             | 6–26  | 38–10 | 30–6  | 22–18 | —     | 36–6  | 10–25 | 14–6  | 15–7  | 7–4   |   |
| CDU VALLADOLID         | 9–38  | 7–16  | 9–6   | 3–10  | 3–3   | —     | 0–36  | 9–9   | 4–6   | 42–3  |   |
| C.M. CISNEROS          | 6–7   | 23–13 | 48–7  | 23–16 | 16–14 | 35–10 | —     | 43–3  | 64–6  | 44–10 |   |
| NATACIóN Barcelona     | 4–28  | 24–10 | 3–13  | 0–12  | 3–20  | 12–4  | 0–53  | —     | 3–22  | 7–17  |   |
| R.A.C.A. SEVILLA       | 14–13 | 6–11  | 7–8   | 11–3  | 3–7   | 16–20 | 10–23 | 19–10 | —     | 12–18 |   |
| U.D. SAMBOYANA         | 0–10  | 16–0  | 17–9  | 18–6  | 33–6  | 20–3  | 4–42  | 19–22 | 9–4   | —     |   |
|                        |       |       |       |       |       |       |       |       |       |       | — |

#### Clasificación
| \| \| Clasificación Liga Nacional 1974-1975 \| |                                       |     |    |   |    |     |     |     |
| Pos                                            | Equipo                                | Jug | V  | E | D  | PF  | PC  | Pts |
| 1º                                             | Colegio Mayor Cisneros                | 18  | 16 | 1 | 1  | 557 | 130 | 51  |
| 2º                                             | Club Deportivo Arquitectura           | 18  | 15 | 1 | 2  | 475 | 111 | 49  |
| 3º                                             | CAU Madrid Rugby Club                 | 18  | 10 | 1 | 7  | 260 | 207 | 39  |
| 4º                                             | Canoe Natación Club                   | 18  | 9  | 0 | 9  | 266 | 203 | 36  |
| 5º                                             | Unión Deportiva Samboyana             | 18  | 8  | 2 | 8  | 208 | 288 | 36  |
| 6º                                             | Rugby Club Cornellà                   | 18  | 7  | 1 | 10 | 156 | 279 | 33  |
| 7º                                             | R.A.C.A. de Sevilla                   | 18  | 7  | 0 | 11 | 200 | 313 | 32  |
| 8º                                             | Club Atlético San Sebastián           | 18  | 7  | 1 | 10 | 143 | 204 | 31* |
| 9º                                             | CDU-Valladolid                        | 18  | 3  | 2 | 13 | 150 | 335 | 26  |
| 10º                                            | Club Natación Barcelona               | 18  | 3  | 1 | 14 | 132 | 418 | 25  |
|                                                | Clasificación Liga Nacional 1974-1975 |     |    |   |    |     |     |     |

*2 puntos de sanción por incomparecencia
| Trophee championnat Espagnol Rugby |
| Campeón Colegio Mayor Cisneros     |
| 1er título                         |

### IVº Campeonato Nacional de Liga 2ª División
La competición se desarrollaría en 14 jornadas en la fase de grupos. Los dos primeros de cada grupo se clasificarán para la fase final y los dos últimos descienden directamente a regional, podría haber una tercera plaza de descenso en el caso de que descendiera un club de primera correspondiente a ese grupo. La fase final será de "tipo copa", enfrentando 1º contra 2º de cada grupo, en enfrentamientos Norte-Centro y Levante-Sur. El vencedor de la fase final asciende directamente a 1ª división, el finalista jugará una promoción contra el penúltimo clasificado de 1ª a doble partido.

Entre los equipos que se mantenían el Olímpico-64 traía una novedad, habían logrado llegar a un acuerdo con el ayuntamiento de Leganés, una ciudad a 11 kilómetros al sur de Madrid. El club crearía una escuela de rugby en la localidad y tendrían a su disposición en el polideportivo municipal un campo de rugby propio. A partir de esta temporada el nombre oficial del equipo sería Gimnasio Municipal Olímpico de Leganés, en más corto: Olímpico Leganés

#### Resultados

##### Primera Vuelta
Grupo Norte:

Tras las 7 primeras jornadas, el Hernani ya se perfilaba como vencedor del grupo, ya que había conseguido 7 victorias con relativa facilidad. Aventajando con dos victorias a los también guipuzcoanos del Irún. Era muy improbable que no ocuparan una de las dos plazas que llevaban a la fase final. Por la segunda plaza deberían luchar los iruneses con el Sporting y con los santanderinos del Torres-Quevedo, que habían comenzado muy fuertes (invictos hasta la 4ªjornada). Para el descenso estaba ya casi condenado el Covadonga, pero de la otra plaza debían librase Medicina y Atlético SS, e incluso podría entrar también el Bilbao si fallaba en la segunda vuelta. 
| Resultados 2ª División (Grupo Norte) IDA | Resultados 2ª División (Grupo Norte) IDA | Resultados 2ª División (Grupo Norte) IDA | Resultados 2ª División (Grupo Norte) IDA |
| Ciudad                                   | Local                                    | Resultado                                | Visitante                                |
| ---------------------------------------- | ---------------------------------------- | ---------------------------------------- | ---------------------------------------- |
| 1ª Jornada (26 de octubre de 1975)       |                                          |                                          |                                          |
| Irún                                     | Rugby Club Irún                          | 4-17                                     | Hernani Club de Rugby                    |
| Gijón                                    | Grupo Cultural Covadonga                 | 16-3                                     | Real Sporting de Gijón                   |
| San Sebastián                            | Atlético San Sebastián B                 | 17-6                                     | Club Medicina Bilbao                     |
| Bilbao                                   | Bilbao Rugby Club                        | 8-17                                     | Instituto Torres-Quevedo                 |
| 2ª Jornada (2 de noviembre de 1975)      |                                          |                                          |                                          |
| Hernani                                  | Hernani Club de Rugby                    | 17-3                                     | Bilbao Rugby Club                        |
| Gijón                                    | Real Sporting de Gijón                   | 11-10                                    | Rugby Club Irún                          |
| Bilbao                                   | Club Medicina Bilbao                     | 46-6                                     | Grupo Cultural Covadonga                 |
| Santander                                | Instituto Torres-Quevedo                 | 10-4                                     | Atlético San Sebastián B                 |
| 3ª Jornada (9 de noviembre de 1975)      |                                          |                                          |                                          |
| Hernani                                  | Hernani Club de Rugby                    | 23-4                                     | Real Sporting de Gijón                   |
| Irún                                     | Rugby Club Irún                          | 4-0                                      | Club Medicina Bilbao                     |
| Gijón                                    | Grupo Cultural Covadonga                 | 3-16                                     | Instituto Torres-Quevedo                 |
| Bilbao                                   | Bilbao Rugby Club                        | 10-0                                     | Atlético San Sebastián B                 |
| 4ª Jornada (13 de noviembre de 1975)     |                                          |                                          |                                          |
| Gijón                                    | Real Sporting de Gijón                   | 16-4                                     | Bilbao Rugby Club                        |
| Bilbao                                   | Club Medicina Bilbao                     | 3-7                                      | Hernani Club de Rugby                    |
| Santander                                | Instituto Torres-Quevedo                 | 11-12                                    | Rugby Club Irún                          |
| San Sebastián                            | Atlético San Sebastián B                 | 34-8                                     | Grupo Cultural Covadonga                 |
| 5ª Jornada (16 de noviembre de 1975)     |                                          |                                          |                                          |
| Gijón                                    | Real Sporting de Gijón                   | 18-7                                     | Club Medicina Bilbao                     |
| Hernani                                  | Hernani Club de Rugby                    | 9-3                                      | Instituto Torres-Quevedo                 |
| Irún                                     | Rugby Club Irún                          | 13-4                                     | Atlético San Sebastián B                 |
| Bilbao                                   | Bilbao Rugby Club                        | 10-0                                     | Grupo Cultural Covadonga                 |
| 6ª Jornada (30 de noviembre de 1975)     |                                          |                                          |                                          |
| Bilbao                                   | Bilbao Rugby Club                        | 7-6                                      | Club Medicina Bilbao                     |
| Santander                                | Instituto Torres-Quevedo                 | 3-0                                      | Real Sporting de Gijón                   |
| San Sebastián                            | Atlético San Sebastián B                 | 0-15                                     | Hernani Club de Rugby                    |
| Gijón                                    | Grupo Cultural Covadonga                 | 0-7                                      | Rugby Club Irún                          |
| 7ª Jornada (8 de diciembre de 1975)      |                                          |                                          |                                          |
| Bilbao                                   | Club Medicina Bilbao                     | 36-4                                     | Instituto Torres-Quevedo                 |
| Gijón                                    | Real Sporting de Gijón                   | 0-0                                      | Atlético San Sebastián B                 |
| Hernani                                  | Hernani Club de Rugby                    | 100-0                                    | Grupo Cultural Covadonga                 |
| Irún                                     | Rugby Club Irún                          | 16-7                                     | Bilbao Rugby Club                        |

Grupo Centro:

En este grupo las cosas estaban mucho más claras que en el resto. Olímpico (1º) y Liceo (3º) eran los dos candidatos casi seguros a la fase final, ya que ni Arquitectura (2º), ni Canoe (4º) podían acceder a esas plazas al ser equipos B. Ciencias de Zaragoza no había conseguido vencer ningún partido y ya veían el descenso cercano. Veterinaria, CAU y Sargento Pepper's luchaban por evitar la otra plaza.
| Resultados 2ª División (Grupo Centro) IDA | Resultados 2ª División (Grupo Centro) IDA | Resultados 2ª División (Grupo Centro) IDA | Resultados 2ª División (Grupo Centro) IDA |
| Ciudad                                    | Local                                     | Resultado                                 | Visitante                                 |
| ----------------------------------------- | ----------------------------------------- | ----------------------------------------- | ----------------------------------------- |
| 1ª Jornada (26 de octubre de 1975)        |                                           |                                           |                                           |
| Leganés                                   | Olímpico Leganés                          | 24-8                                      | CAU Madrid B                              |
| Salamanca                                 | Sargento Pepper's                         | 7-7                                       | CD Arquitectura B                         |
| Madrid                                    | Liceo Francés                             | 43-6                                      | CD Ciencias Zaragoza                      |
| Zaragoza                                  | CD Veterinaria Zaragoza                   | 10-14                                     | Canoe Natación Club B                     |
| 2ª Jornada (2 de noviembre de 1975)       |                                           |                                           |                                           |
| Madrid                                    | CAU Madrid B                              | 28-8                                      | CD Veterinaria Zaragoza                   |
| Madrid                                    | CD Arquitectura B                         | 8-24                                      | Olímpico Leganés                          |
| Madrid                                    | Canoe Natación Club B                     | 12-16                                     | Liceo Francés                             |
| Zaragoza                                  | CD Ciencias Zaragoza                      | 12-20                                     | Sargento Pepper's                         |
| 3ª Jornada (9 de noviembre de 1975)       |                                           |                                           |                                           |
| Madrid                                    | CAU Madrid B                              | 9-15                                      | CD Arquitectura B                         |
| Leganés                                   | Olímpico Leganés                          | 64-3                                      | CD Ciencias Zaragoza                      |
| Salamanca                                 | Sargento Pepper's                         | 9-19                                      | Canoe Natación Club B                     |
| Zaragoza                                  | CD Veterinaria Zaragoza                   | 3-0                                       | Liceo Francés                             |
| 4ª Jornada ((13 de noviembre de 1975)     |                                           |                                           |                                           |
| Madrid                                    | CD Arquitectura B                         | 18-0                                      | CD Veterinaria Zaragoza                   |
| Zaragoza                                  | CD Ciencias Zaragoza                      | 15-21                                     | CAU Madrid B                              |
| Madrid                                    | Canoe Natación Club B                     | 7-33                                      | Olímpico Leganés                          |
| Madrid                                    | Liceo Francés                             | 25-0                                      | Sargento Pepper's                         |
| 5ª Jornada (16 de noviembre de 1975)      |                                           |                                           |                                           |
| Madrid                                    | CD Arquitectura B                         | 35-6                                      | CD Ciencias Zaragoza                      |
| Madrid                                    | CAU Madrid B                              | 9-10                                      | Canoe Natación Club B                     |
| Leganés                                   | Olímpico Leganés                          | 4-6                                       | Liceo Francés                             |
| Zaragoza                                  | CD Veterinaria Zaragoza                   | 3-7                                       | Sargento Pepper's                         |
| 6ª Jornada (30 de noviembre de 1975)      |                                           |                                           |                                           |
| Zaragoza                                  | CD Veterinaria Zaragoza                   | 28-3                                      | CD Ciencias Zaragoza                      |
| Madrid                                    | Canoe Natación Club B                     | 0-10                                      | CD Arquitectura B                         |
| Madrid                                    | Liceo Francés                             | 22-6                                      | CAU Madrid B                              |
| Salamanca                                 | Sargento Pepper's                         | 6-19                                      | Olímpico Leganés                          |
| 7ª Jornada (8 de diciembre de 1975)       |                                           |                                           |                                           |
| Zaragoza                                  | CD Ciencias Zaragoza                      | 0-38                                      | Canoe Natación Club B                     |
| Madrid                                    | CD Arquitectura B                         | 24-13                                     | Liceo Francés                             |
| Madrid                                    | CAU Madrid B                              | 3-6                                       | Sargento Pepper's                         |
| Leganés                                   | Olímpico Leganés                          | 39-6                                      | CD Veterinaria Zaragoza                   |

Grupo Levante:

El Valencia, que había disputado la promoción el año anterior, estaba preparado para asaltar de nuevo la 1ª división. Siete victorias claras en siete jornadas avalaban su nuevo intento. Para acompañarle tres equipos catalanes disputaban la segunda plaza: el descendido Barça que parecía el más fuerte al principio, pero su derrota contra el Montjuich les igualaba con estos y con el Pueblo Nuevo. Por abajo el Náutico y el GEiEG luchaban por evitar el descenso, también con Xè-15 y Sitari implicados.
| Resultados 2ª División (Grupo Levante) IDA | Resultados 2ª División (Grupo Levante) IDA | Resultados 2ª División (Grupo Levante) IDA | Resultados 2ª División (Grupo Levante) IDA |
| Ciudad                                     | Local                                      | Resultado                                  | Visitante                                  |
| ------------------------------------------ | ------------------------------------------ | ------------------------------------------ | ------------------------------------------ |
| 1ª Jornada (26 de octubre de 1975)         |                                            |                                            |                                            |
| Valencia                                   | Valencia Rugby Club                        | 44-9                                       | Club Natación Montjuich                    |
| Barcelona                                  | Futbol Club Barcelona                      | 8-7                                        | Club Deportivo Universitario               |
| Barcelona                                  | Club Natación Pueblo Nuevo                 | 17-10                                      | GEYEG Gerona                               |
| Cullera                                    | Club Náutico Cullera                       | 3-19                                       | XÈ-15 Valencia                             |
| 2ª Jornada (2 de noviembre de 1975)        |                                            |                                            |                                            |
| Barcelona                                  | Club Natación Montjuich                    | 39-0                                       | Club Náutico Cullera                       |
| Barcelona                                  | Club Deportivo Universitario               | 6-31                                       | Valencia Rugby Club                        |
| Gerona                                     | GEYEG Gerona                               | 10-16                                      | Futbol Club Barcelona                      |
| Valencia                                   | XÈ-15 Valencia                             | 6-13                                       | Club Natación Pueblo Nuevo                 |
| 3ª Jornada (9 de noviembre de 1975)        |                                            |                                            |                                            |
| Barcelona                                  | Club Natación Montjuich                    | 10-6                                       | Club Deportivo Universitario               |
| Barcelona                                  | Futbol Club Barcelona                      | 26-6                                       | XÈ-15 Valencia                             |
| Valencia                                   | Valencia Rugby Club                        | 29-0                                       | GEYEG Gerona                               |
| Cullera                                    | Club Náutico Cullera                       | 4-10                                       | Club Natación Pueblo Nuevo                 |
| 4ª Jornada (13 de noviembre de 1975)       |                                            |                                            |                                            |
| Barcelona                                  | Club Deportivo Universitario               | 20-12                                      | Club Náutico Cullera                       |
| Barcelona                                  | GEYEG Gerona                               | 3-3                                        | Club Natación Montjuich                    |
| Valencia                                   | XÈ-15 Valencia                             | 7-40                                       | Valencia Rugby Club                        |
| Barcelona                                  | Club Natación Pueblo Nuevo                 | 6-13                                       | Futbol Club Barcelona                      |
| 5ª Jornada (16 de noviembre de 1975)       |                                            |                                            |                                            |
| Barcelona                                  | Club Deportivo Universitario               | 36-0                                       | GEYEG Gerona                               |
| Barcelona                                  | Club Natación Montjuich                    | 31-3                                       | XÈ-15 Valencia                             |
| Valencia                                   | Valencia Rugby Club                        | 35-9                                       | Club Natación Pueblo Nuevo                 |
| Cullera                                    | Club Náutico Cullera                       | 0-21                                       | Futbol Club Barcelona                      |
| 6ª Jornada (30 de noviembre de 1975)       |                                            |                                            |                                            |
| Cullera                                    | Club Náutico Cullera                       | 10-0                                       | GEYEG Gerona                               |
| Valencia                                   | XÈ-15 Valencia                             | 13-18                                      | Club Deportivo Universitario               |
| Barcelona                                  | Club Natación Pueblo Nuevo                 | 8-7                                        | Club Natación Montjuich                    |
| Barcelona                                  | Futbol Club Barcelona                      | 20-39                                      | Valencia Rugby Club                        |
| 7ª Jornada (8 de diciembre de 1975)        |                                            |                                            |                                            |
| Gerona                                     | GEYEG Gerona                               | 18-4                                       | XÈ-15 Valencia                             |
| Barcelona                                  | Club Deportivo Universitario               | 4-12                                       | Club Natación Pueblo Nuevo                 |
| Barcelona                                  | Club Natación Montjuich                    | 22-9                                       | Futbol Club Barcelona                      |
| Valencia                                   | Valencia Rugby Club                        | 28-0                                       | Club Náutico Cullera                       |

Grupo Sur:

Era el grupo con más diferencia entre los equipos. Arriba se destacaban los sevillanos del Sevilla FC con 7 victorias, algunas con resultados muy abultados. Le seguía el Ciencias con tranquilidad ya que el tercero, el RACA no podía ascender. Abajo Medicina Sevilla y Córdoba eran candidatos claros al descenso.
| Resultados 2ª División (Grupo Sur) IDA | Resultados 2ª División (Grupo Sur) IDA | Resultados 2ª División (Grupo Sur) IDA | Resultados 2ª División (Grupo Sur) IDA |
| Ciudad                                 | Local                                  | Resultado                              | Visitante                              |
| -------------------------------------- | -------------------------------------- | -------------------------------------- | -------------------------------------- |
| 1ª Jornada (26 de octubre de 1975)     |                                        |                                        |                                        |
| Sevilla                                | Real Betis Balompié                    | 9-19                                   | Club de Campo RACA B                   |
| Sevilla                                | Medicina Sevilla                       | 0-19                                   | CD Universitario de Granada            |
| Sevilla                                | Sevilla Club de Fútbol                 | 72-0                                   | Arquitectura Técnica C.R.              |
| Sevilla                                | Universitario de Córdoba               | 3-28                                   | Club de Rugby Ciencias                 |
| 2ª Jornada (2 de noviembre de 1975)    |                                        |                                        |                                        |
| Sevilla                                | Club de Campo RACA B                   | 34-0                                   | Universitario de Córdoba               |
| Sevilla                                | Club de Rugby Ciencias                 | 3-28                                   | Sevilla Club de Fútbol                 |
| Granada                                | CD Universitario de Granada            | 11-9                                   | Real Betis Balompié                    |
| Granada                                | Arquitectura Técnica C.R.              | 25-20                                  | Medicina Sevilla                       |
| 3ª Jornada (9 de noviembre de 1975)    |                                        |                                        |                                        |
| Sevilla                                | Club de Campo RACA B                   | 16-0                                   | CD Universitario de Granada            |
| Sevilla                                | Real Betis Balompié                    | 24-15                                  | Arquitectura Técnica C.R.              |
| Sevilla                                | Medicina Sevilla                       | 15-18                                  | Club de Rugby Ciencias                 |
| Sevilla                                | Universitario de Córdoba               | 0-108                                  | Sevilla Club de Fútbol                 |
| 4ª Jornada (13 de noviembre de 1975)   |                                        |                                        |                                        |
| Granada                                | CD Universitario de Granada            | 21-17                                  | Universitario de Córdoba               |
| Granada                                | Arquitectura Técnica C.R.              | 15-47                                  | Club de Campo RACA B                   |
| Sevilla                                | Club de Rugby Ciencias                 | 20-4                                   | Real Betis Balompié                    |
| Sevilla                                | Sevilla Club de Fútbol                 | 78-0                                   | Medicina Sevilla                       |
| 5ª Jornada (16 de noviembre de 1975)   |                                        |                                        |                                        |
| Granada                                | CD Universitario de Granada            | 42-6                                   | Arquitectura Técnica C.R.              |
| Sevilla                                | Club de Campo RACA B                   | 7-11                                   | Club de Rugby Ciencias                 |
| Sevilla                                | Real Betis Balompié                    | 0-27                                   | Sevilla Club de Fútbol                 |
| Sevilla                                | Universitario de Córdoba               | 26-10                                  | Medicina Sevilla                       |
| 6ª Jornada (30 de noviembre de 1975)   |                                        |                                        |                                        |
| Sevilla                                | Universitario de Córdoba               | 0-6                                    | Arquitectura Técnica C.R.              |
| Sevilla                                | Club de Rugby Ciencias                 | 16-0                                   | CD Universitario de Granada            |
| Sevilla                                | Sevilla Club de Fútbol                 | 40-10                                  | Club de Campo RACA B                   |
| Sevilla                                | Medicina Sevilla                       | 4-14                                   | Real Betis Balompié                    |
| 7ª Jornada (8 de diciembre de 1975)    |                                        |                                        |                                        |
| Granada                                | Arquitectura Técnica C.R.              | 12-41                                  | Club de Rugby Ciencias                 |
| Granada                                | CD Universitario de Granada            | 4-27                                   | Sevilla Club de Fútbol                 |
| Sevilla                                | Club de Campo RACA B                   | 23-3                                   | Medicina Sevilla                       |
| Sevilla                                | Real Betis Balompié                    | 12-41                                  | Universitario de Córdoba               |

##### Segunda Vuelta
Grupo Norte:

La ventaja de la primera vuelta permitió a Hernani conservar la 1ª posición del grupo con cierta tranquilidad a pesar de empatar con Irún y perder con el Sporting. Entre estos últimos estaba la segunda plaza que obtuvieron los iruneses en una muy buena segunda vuelta. En el descenso el Grupo Covadonga terminó con todos sus partidos perdidos. El Torres-Quevedo que tenía 4 victorias de la primera vuelta, no pudo volver a anotarse ninguna y además fue sancionado con un punto, sin embargo llegaba a la última jornada con la posibilidad de salvarse si ganaba a Medicina de Bilbao en Santander. Perdió 7-14 convirtiéndose en el segundo descendido.
| Resultados 2ª División (Grupo Norte) VUELTA | Resultados 2ª División (Grupo Norte) VUELTA | Resultados 2ª División (Grupo Norte) VUELTA | Resultados 2ª División (Grupo Norte) VUELTA |
| Ciudad                                      | Local                                       | Resultado                                   | Visitante                                   |
| ------------------------------------------- | ------------------------------------------- | ------------------------------------------- | ------------------------------------------- |
| 8ª Jornada (14 de diciembre de 1975)        |                                             |                                             |                                             |
| Hernani                                     | Hernani Club de Rugby                       | 0-0                                         | Rugby Club Irún                             |
| Gijón                                       | Real Sporting de Gijón                      | 36-0                                        | Grupo Cultural Covadonga                    |
| Bilbao                                      | Club Medicina Bilbao                        | 10-0                                        | Atlético San Sebastián B                    |
| Santander                                   | Instituto Torres-Quevedo                    | 0-28                                        | Bilbao Rugby Club                           |
| 9ª Jornada (21 de diciembre de 1975)        |                                             |                                             |                                             |
| Bilbao                                      | Bilbao Rugby Club                           | 0-28                                        | Hernani Club de Rugby                       |
| Irún                                        | Rugby Club Irún                             | 7-0                                         | Real Sporting de Gijón                      |
| Bilbao                                      | Grupo Cultural Covadonga                    | 4-16                                        | Club Medicina Bilbao                        |
| San Sebastián                               | Atlético San Sebastián B                    | np                                          | Instituto Torres-Quevedo                    |
| 10ª Jornada (4 de enero de 1976)            |                                             |                                             |                                             |
| Gijón                                       | Real Sporting de Gijón                      | 7-6                                         | Hernani Club de Rugby                       |
| Irún                                        | Club Medicina Bilbao                        | 11-12                                       | Rugby Club Irún                             |
| Santander                                   | Instituto Torres-Quevedo                    | ap                                          | Grupo Cultural Covadonga                    |
| San Sebastián                               | Atlético San Sebastián B                    | 10-3                                        | Bilbao Rugby Club                           |
| 11ª Jornada (11 de enero de 1976)           |                                             |                                             |                                             |
| Bilbao                                      | Bilbao Rugby Club                           | 10-3                                        | Real Sporting de Gijón                      |
| Hernani                                     | Hernani Club de Rugby                       | 19-6                                        | Club Medicina Bilbao                        |
| Irún                                        | Rugby Club Irún                             | 17-7                                        | Instituto Torres-Quevedo                    |
| Gijón                                       | Grupo Cultural Covadonga                    | 0-16                                        | Atlético San Sebastián B                    |
| 12ª Jornada (18 de enero de 1976)           |                                             |                                             |                                             |
| Bilbao                                      | Club Medicina Bilbao                        | 0-13                                        | Real Sporting de Gijón                      |
| Santander                                   | Instituto Torres-Quevedo                    | 10-16                                       | Hernani Club de Rugby                       |
| San Sebastián                               | Atlético San Sebastián B                    | 0-0                                         | Rugby Club Irún                             |
| Bilbao                                      | Grupo Cultural Covadonga                    | 7-23                                        | Bilbao Rugby Club                           |
| 13ª Jornada (25 de enero de 1976)           |                                             |                                             |                                             |
| Bilbao                                      | Club Medicina Bilbao                        | 0-7                                         | Bilbao Rugby Club                           |
| Gijón                                       | Real Sporting de Gijón                      | 16-10                                       | Instituto Torres-Quevedo                    |
| Hernani                                     | Hernani Club de Rugby                       | 21-0                                        | Atlético San Sebastián B                    |
| Irún                                        | Rugby Club Irún                             | 26-0                                        | Grupo Cultural Covadonga                    |
| 14ª Jornada (1 de febrero de 1976)          |                                             |                                             |                                             |
| Santander                                   | Instituto Torres-Quevedo                    | 7-14                                        | Club Medicina Bilbao                        |
| San Sebastián                               | Atlético San Sebastián B                    | 0-0                                         | Real Sporting de Gijón                      |
| Gijón                                       | Grupo Cultural Covadonga                    | 4-10                                        | Hernani Club de Rugby                       |
| Bilbao                                      | Bilbao Rugby Club                           | 0-0                                         | Rugby Club Irún                             |

Grupo Centro:

Olímpico y Liceo lo tenían fácil, en el grupo solo había que saber el orden de los tres primeros. Arquitectura B ganó todos sus partidos de vuelta, incluido al Olímpico, lo que le permitió ganar la clasificación. Los de Leganés derrotaron a su vez a los del Liceo por lo que fueron segundos y primeros para la fase final. Los dos equipos de Zaragoza no pudieron salir del pozo y descendieron. Al Ciencias, que fue último le quedó el consuelo de vencer a Veterinaria en el derby local, su única victoria de la temporada. El Veterinaria no desciende directamente, sino que debe jugar la promoción con los campeones de Madrid y Castilla.
| Resultados 2ª División (Grupo Centro) VUELTA | Resultados 2ª División (Grupo Centro) VUELTA | Resultados 2ª División (Grupo Centro) VUELTA | Resultados 2ª División (Grupo Centro) VUELTA |
| Ciudad                                       | Local                                        | Resultado                                    | Visitante                                    |
| -------------------------------------------- | -------------------------------------------- | -------------------------------------------- | -------------------------------------------- |
| 8ª Jornada (14 de diciembre de 1975)         |                                              |                                              |                                              |
| Madrid                                       | CAU Madrid B                                 | 0-4                                          | Olímpico Leganés                             |
| Madrid                                       | CD Arquitectura B                            | 30-0                                         | Sargento Pepper's                            |
| Zaragoza                                     | CD Ciencias Zaragoza                         | 0-50                                         | Liceo Francés                                |
| Madrid                                       | Canoe Natación Club B                        | 18-4                                         | CD Veterinaria Zaragoza                      |
| 9ª Jornada (21 de diciembre de 1975)         |                                              |                                              |                                              |
| Zaragoza                                     | CD Veterinaria Zaragoza                      | 0-6                                          | CAU Madrid B                                 |
| Leganés                                      | Olímpico Leganés                             | 0-7                                          | CD Arquitectura B                            |
| Madrid                                       | Liceo Francés                                | 20-6                                         | Canoe Natación Club B                        |
| Salamanca                                    | Sargento Pepper's                            | 36-3                                         | CD Ciencias Zaragoza                         |
| 10ª Jornada (4 de enero de 1976)             |                                              |                                              |                                              |
| Madrid                                       | CD Arquitectura B                            | 51-0                                         | CAU Madrid B                                 |
| Zaragoza                                     | CD Ciencias Zaragoza                         | 4-70                                         | Olímpico Leganés                             |
| Madrid                                       | Canoe Natación Club B                        | 4-17                                         | Sargento Pepper's                            |
| Madrid                                       | Liceo Francés                                | 60-4                                         | CD Veterinaria Zaragoza                      |
| 11ª Jornada (11 de enero de 1976)            |                                              |                                              |                                              |
| Zaragoza                                     | CD Veterinaria Zaragoza                      | 6-19                                         | CD Arquitectura B                            |
| Madrid                                       | CAU Madrid B                                 | 24-4                                         | CD Ciencias Zaragoza                         |
| Leganés                                      | Olímpico Leganés                             | 20-8                                         | Canoe Natación Club B                        |
| Madrid                                       | Sargento Pepper's                            | 3-19                                         | Liceo Francés                                |
| 12ª Jornada (18 de enero de 1976)            |                                              |                                              |                                              |
| Zaragoza                                     | CD Ciencias Zaragoza                         | 0-9                                          | CD Arquitectura B                            |
| Madrid                                       | Canoe Natación Club B                        | 3-22                                         | CAU Madrid B                                 |
| Madrid                                       | Liceo Francés                                | 3-24                                         | Olímpico Leganés                             |
| Salamanca                                    | Sargento Pepper's                            | 6-6                                          | CD Veterinaria Zaragoza                      |
| 13ª Jornada (25 de enero de 1976)            |                                              |                                              |                                              |
| Zaragoza                                     | CD Ciencias Zaragoza                         | 6-0                                          | CD Veterinaria Zaragoza                      |
| Madrid                                       | CD Arquitectura B                            | 24-4                                         | Canoe Natación Club B                        |
| Madrid                                       | CAU Madrid B                                 | 3-22                                         | Liceo Francés                                |
| Leganés                                      | Olímpico Leganés                             | 10-3                                         | Sargento Pepper's                            |
| 14ª Jornada (1 de febrero de 1976)           |                                              |                                              |                                              |
| Madrid                                       | Canoe Natación Club B                        | 48-6                                         | CD Ciencias Zaragoza                         |
| Madrid                                       | Liceo Francés                                | 4-10                                         | CD Arquitectura B                            |
| Salamanca                                    | Sargento Pepper's                            | 6-9                                          | CAU Madrid B                                 |
| Zaragoza                                     | CD Veterinaria Zaragoza                      | 0-38                                         | Olímpico Leganés                             |

Grupo Levante:

La primera plaza del Valencia estaba clara, terminó la liga con un pleno de victorias. Sin embargo la 2ª plaza estuvo muy disputada entre Montjuich, Barça y Pueblo Nuevo. No se resolvió hasta la última jornada en la que llegaron los tres clubes empatados. El FC Barcelona venció por un corto 12-10 a los de Montjuich, y el Pueblo Nuevo no pudo pasar del empate contra el Sitari, esto permitió a los azulgranas clasificarse para la fase final. GEyEG y Náutico Cullera fueron directamente al descenso, mientras que el Xè-15 que en un principio estaba salvado, tenía que ir a la promoción debido a que el Natación Barcelona llegaba desde 1ª división a ocupar su plaza en el grupo y el Valencia no consiguió el ascenso.
| Resultados 2ª División (Grupo Levante) VUELTA | Resultados 2ª División (Grupo Levante) VUELTA | Resultados 2ª División (Grupo Levante) VUELTA | Resultados 2ª División (Grupo Levante) VUELTA |
| Ciudad                                        | Local                                         | Resultado                                     | Visitante                                     |
| --------------------------------------------- | --------------------------------------------- | --------------------------------------------- | --------------------------------------------- |
| 8ª Jornada (14 de diciembre de 1975)          |                                               |                                               |                                               |
| Barcelona                                     | Club Natación Montjuich                       | 4-30                                          | Valencia Rugby Club                           |
| Barcelona                                     | Club Deportivo Universitario                  | 13-16                                         | Futbol Club Barcelona                         |
| Gerona                                        | GEYEG Gerona                                  | 4-20                                          | Club Natación Pueblo Nuevo                    |
| Valencia                                      | XÈ-15 Valencia                                | 6-0                                           | Club Náutico Cullera                          |
| 9ª Jornada (21 de diciembre de 1975)          |                                               |                                               |                                               |
| Cullera                                       | Club Náutico Cullera                          | 7-12                                          | Club Natación Montjuich                       |
| Valencia                                      | Valencia Rugby Club                           | 14-3                                          | Club Deportivo Universitario                  |
| Barcelona                                     | Futbol Club Barcelona                         | 14-6                                          | GEYEG Gerona                                  |
| Barcelona                                     | Club Natación Pueblo Nuevo                    | 29-7                                          | XÈ-15 Valencia                                |
| 10ª Jornada (4 de enero de 1976)              |                                               |                                               |                                               |
| Barcelona                                     | Club Deportivo Universitario                  | 10-4                                          | Club Natación Montjuich                       |
| Valencia                                      | XÈ-15 Valencia                                | 17-3                                          | Futbol Club Barcelona                         |
| Gerona                                        | GEYEG Gerona                                  | 0-42                                          | Valencia Rugby Club                           |
| Barcelona                                     | Club Natación Pueblo Nuevo                    | 22-3                                          | Club Náutico Cullera                          |
| 11ª Jornada (11 de enero de 1976)             |                                               |                                               |                                               |
| Cullera                                       | Club Náutico Cullera                          | 9-14                                          | Club Deportivo Universitario                  |
| Barcelona                                     | Club Natación Montjuich                       | 34-6                                          | GEYEG Gerona                                  |
| Valencia                                      | Valencia Rugby Club                           | 32-6                                          | XÈ-15 Valencia                                |
| Barcelona                                     | Futbol Club Barcelona                         | 0-0                                           | Club Natación Pueblo Nuevo                    |
| 12ª Jornada (18 de enero de 1976)             |                                               |                                               |                                               |
| Gerona                                        | GEYEG Gerona                                  | 7-12                                          | Club Deportivo Universitario                  |
| Valencia                                      | XÈ-15 Valencia                                | 4-25                                          | Club Natación Montjuich                       |
| Barcelona                                     | Club Natación Pueblo Nuevo                    | 4-18                                          | Valencia Rugby Club                           |
| Barcelona                                     | Futbol Club Barcelona                         | 39-9                                          | Club Náutico Cullera                          |
| 13ª Jornada (25 de enero de 1976)             |                                               |                                               |                                               |
| Gerona                                        | GEYEG Gerona                                  | 10-11                                         | Club Náutico Cullera                          |
| Barcelona                                     | Club Deportivo Universitario                  | 16-4                                          | XÈ-15 Valencia                                |
| Barcelona                                     | Club Natación Montjuich                       | 13-8                                          | Club Natación Pueblo Nuevo                    |
| Valencia                                      | Valencia Rugby Club                           | 20-0                                          | Futbol Club Barcelona                         |
| 14ª Jornada (1 de febrero de 1976)            |                                               |                                               |                                               |
| Valencia                                      | XÈ-15 Valencia                                | 17-0                                          | GEYEG Gerona                                  |
| Barcelona                                     | Club Natación Pueblo Nuevo                    | 0-0                                           | Club Deportivo Universitario                  |
| Barcelona                                     | Futbol Club Barcelona                         | 12-10                                         | Club Natación Montjuich                       |
| Cullera                                       | Club Náutico Cullera                          | 0-44                                          | Valencia Rugby Club                           |

Grupo Sur:

No tuvieron ni Sevilla, ni Ciencias ningún problema para terminar la liga encabezando el grupo, con el RACA tercero y a distancia del Univº de Granada. Los sevillistas consiguieron un pleno de victorias, en un grupo en que las diferencias eran muy grandes entre los tres primeros y el resto. El Univº de Córdoba descendió pero al menos consiguió una victoria. El otro puesto pendiente entre Arquitécnicos y Medicina fue para los sevillanos, con los granadinos dos puntos por encima.
| Resultados 2ª División (Grupo Sur) VUELTA | Resultados 2ª División (Grupo Sur) VUELTA | Resultados 2ª División (Grupo Sur) VUELTA | Resultados 2ª División (Grupo Sur) VUELTA |
| Ciudad                                    | Local                                     | Resultado                                 | Visitante                                 |
| ----------------------------------------- | ----------------------------------------- | ----------------------------------------- | ----------------------------------------- |
| 8ª Jornada (14 de diciembre de 1975)      |                                           |                                           |                                           |
| Sevilla                                   | Club de Campo RACA B                      | 7-0                                       | Real Betis Balompié                       |
| Granada                                   | CD Universitario de Granada               | 32-15                                     | Medicina Sevilla                          |
| Granada                                   | Arquitectura Técnica C.R.                 | 0-42                                      | Sevilla Club de Fútbol                    |
| Sevilla                                   | Club de Rugby Ciencias                    | 73-0                                      | Universitario de Córdoba                  |
| 9ª Jornada (21 de diciembre de 1975)      |                                           |                                           |                                           |
| Sevilla                                   | Universitario de Córdoba                  | 0-32                                      | Club de Campo RACA B                      |
| Sevilla                                   | Sevilla Club de Fútbol                    | 22-0                                      | Club de Rugby Ciencias                    |
| Sevilla                                   | Real Betis Balompié                       | 12-0                                      | CD Universitario de Granada               |
| Sevilla                                   | Medicina Sevilla                          | 10-28                                     | Arquitectura Técnica C.R.                 |
| 10ª Jornada (4 de enero de 1976)          |                                           |                                           |                                           |
| Granada                                   | CD Universitario de Granada               | 8-32                                      | Club de Campo RACA B                      |
| Granada                                   | Arquitectura Técnica C.R.                 | 14-38                                     | Real Betis Balompié                       |
| Sevilla                                   | Club de Rugby Ciencias                    | 22-0                                      | Medicina Sevilla                          |
| Sevilla                                   | Sevilla Club de Fútbol                    | 66-0                                      | Universitario de Córdoba                  |
| 11ª Jornada (11 de enero de 1976)         |                                           |                                           |                                           |
| Sevilla                                   | Universitario de Córdoba                  | 30-4                                      | CD Universitario de Granada               |
| Sevilla                                   | Club de Campo RACA B                      | 32-0                                      | Arquitectura Técnica C.R.                 |
| Sevilla                                   | Real Betis Balompié                       | 32-0                                      | Club de Rugby Ciencias                    |
| Sevilla                                   | Medicina Sevilla                          | 0-70                                      | Sevilla Club de Fútbol                    |
| 12ª Jornada (18 de enero de 1976)         |                                           |                                           |                                           |
| Granada                                   | Arquitectura Técnica C.R.                 | 10-17                                     | CD Universitario de Granada               |
| Sevilla                                   | Club de Rugby Ciencias                    | 19-1                                      | Club de Campo RACA B                      |
| Sevilla                                   | Sevilla Club de Fútbol                    | 15-7                                      | Real Betis Balompié                       |
| Sevilla                                   | Medicina Sevilla                          | 18-0                                      | Universitario de Córdoba                  |
| 13ª Jornada (25 de enero de 1976)         |                                           |                                           |                                           |
| Granada                                   | Arquitectura Técnica C.R.                 | 0-11                                      | Universitario de Córdoba                  |
| Granada                                   | CD Universitario de Granada               | 23-23                                     | Club de Rugby Ciencias                    |
| Sevilla                                   | Club de Campo RACA B                      | 6-68                                      | Sevilla Club de Fútbol                    |
| Sevilla                                   | Real Betis Balompié                       | 4-8                                       | Medicina Sevilla                          |
| 14ª Jornada (1 de febrero de 1976)        |                                           |                                           |                                           |
| Sevilla                                   | Club de Rugby Ciencias                    | 50-0                                      | Arquitectura Técnica C.R.                 |
| Sevilla                                   | Sevilla Club de Fútbol                    | 25-7                                      | CD Universitario de Granada               |
| Sevilla                                   | Medicina Sevilla                          | 0-14                                      | Club de Campo RACA B                      |
| Sevilla                                   | Universitario de Córdoba                  | 10-30                                     | Real Betis Balompié                       |

#### Tabla de resultados
| Local \ Visitante   | IRU   | HER   | ASS  | MED  | BRC  | RSG  | COV   | TQU   |
| ------------------- | ----- | ----- | ---- | ---- | ---- | ---- | ----- | ----- |
| R.C. IRÚN           | —     | 4–17  | 13–4 | 6–0  | 16–7 | 7–0  | 26–0  | 17–7  |
| HERNANI R.C.        | 0–8   | —     | 21–0 | 19–0 | 17–3 | 23–4 | 100–0 | 6–3   |
| C. ATLÉTICO SS B    | 0–0   | 0–19  | —    | 17–8 | 10–3 | 0–0  | 34–8  | 6–0   |
| C. MEDICINA BILBAO  | 11–12 | 3–7   | 13–0 | —    | 0–7  | 0–13 | 46–4  | 36–4  |
| BILBAO R.C.         | 0–0   | 0–28  | 10–0 | 7–0  | —    | 10–3 | 10–0  | 8–17  |
| R. Sp. de GIJÓN     | 10–10 | 7–6   | 0–0  | 18–7 | 18–4 | —    | 36–0  | 16–10 |
| G.C. COVADONGA      | 0–7   | 4–10  | 0–16 | 4–16 | 7–23 | 9–30 | —     | 3–10  |
| INS. TORRES-QUEVEDO | 10–12 | 10–16 | 10–4 | 7–14 | 0–28 | 3–0  | --    | —     |

| Local \ Visitante | LIC   | OLI  | CAN   | CAU   | ARQ  | SGP   | VET  | CIZ  |
| ----------------- | ----- | ---- | ----- | ----- | ---- | ----- | ---- | ---- |
| LICEO FRANCÉS     | —     | 3–24 | 25–6  | 22–6  | 4–10 | 25–0  | 60–4 | 43–6 |
| OLÍMPICO LEGANÉS  | 4–6   | —    | 20–8  | 24–10 | 0–7  | 10–3  | 39–6 | 64–3 |
| CANOE N.C. B      | 12–16 | 7–33 | —     | 3–22  | 0–10 | 4–17  | 18–4 | 48–6 |
| CAU-MADRID R.C. B | 3–22  | 0–4  | 9–10  | —     | 9–15 | 3–6   | 28–4 | 24–4 |
| CD ARQUITECTURA B | 24–13 | 8–24 | 26–4  | 51–0  | —    | 38–0  | 18–8 | 35–6 |
| Sgtº PEEPER'S     | 3–19  | 6–17 | 9–19  | 6–9   | 7–7  | —     | 6–5  | 26–3 |
| CD VETERINARIA    | 3–0   | 0–38 | 10–14 | 0–6   | 6–19 | 3–7   | —    | 28–3 |
| CD CIENCIAS       | 0–50  | 4–70 | 0–35  | 15–21 | 0–9  | 12–20 | 6–0  | —    |

| Local \ Visitante | VAL   | CNC   | XEX  | FCB   | UNI   | NPN  | MON   | GER   |
| ----------------- | ----- | ----- | ---- | ----- | ----- | ---- | ----- | ----- |
| VALENCIA R.C.     | —     | 26–0  | 32–6 | 20–0  | 14–3  | 35–9 | 44–9  | 29–0  |
| C.NÁUTICO CULLERA | 0–44  | —     | 3–19 | 0–21  | 9–14  | 4–10 | 7–12  | 10–0  |
| XÈ-15 VALENCIA    | 7–40  | 6–0   | —    | 17–3  | 13–10 | 6–13 | 4–25  | 17–0  |
| F.C. BARCELONA    | 20–39 | 39–9  | 26–0 | —     | 8–7   | 0–0  | 12–10 | 14–6  |
| CD UNIVERSITARIO  | 6–31  | 20–12 | --   | 13–16 | —     | 4–12 | 10–4  | 36–0  |
| C.N. PUEBLO NUEVO | 4–18  | 22–3  | 29–7 | 6–13  | 0–0   | —    | 8–7   | 17–10 |
| C.N. MONTJUICH    | 4–30  | 39–0  | 31–3 | 22–9  | 10–6  | 13–8 | —     | 34–6  |
| GEYEG GERONA      | 0–42  | 18–11 | 18–4 | 10–16 | 7–12  | 4–20 | 3–3   | —     |

| Local \ Visitante         | BET   | RAC   | MED   | SEV   | COR   | GRA   | AQT   | CIS   |
| ------------------------- | ----- | ----- | ----- | ----- | ----- | ----- | ----- | ----- |
| R. BETIS C.F.             | —     | 9–19  | 4–8   | 0–27  | 26–0  | 12–7  | 24–15 | 16–20 |
| Club de Campo RACA B      | 7–8   | —     | 23–3  | 6–68  | 34–0  | 16–0  | 52–0  | 7–11  |
| MEDICINA Sevilla          | 4–14  | 0–14  | —     | 0–70  | 18–0  | 0–19  | 10–28 | 6–31  |
| SEVILLA C.F.              | 15–7  | 48–10 | 74–0  | —     | 66–0  | 25–7  | 72–0  | 22–0  |
| CD UNIVº CÓRDOBA          | 10–30 | 0–32  | 26–10 | 0–108 | —     | 4–31  | 0–6   | 3–28  |
| CD UNIVº GRANADA          | 11–9  | 8–32  | 32–15 | 4–23  | 21–17 | —     | 42–6  | 23–23 |
| Arquitectura Técnica C.R. | 14–38 | 15–47 | 24–19 | 0–42  | 11–0  | 18–17 | —     | 12–41 |
| C.R. CIENCIAS             | 28–4  | 19–14 | 22–0  | 3–28  | 73–0  | 16–0  | 50–0  | —     |

#### Clasificación
| \| \| Clasificación Liga Nacional 2ª División 1975-1976 \| |                                                   |               |               |               |               |               |               |               |  |              |                               |              |              |              |              |              |              |              |
| Grupo NORTE                                                | Grupo NORTE                                       | Grupo NORTE   | Grupo NORTE   | Grupo NORTE   | Grupo NORTE   | Grupo NORTE   | Grupo NORTE   | Grupo NORTE   |  | Grupo CENTRO | Grupo CENTRO                  | Grupo CENTRO | Grupo CENTRO | Grupo CENTRO | Grupo CENTRO | Grupo CENTRO | Grupo CENTRO | Grupo CENTRO |
| Pos                                                        | Equipo                                            | Jug           | V             | E             | D             | PF            | PC            | Pts           |  | Pos          | Equipo                        | Jug          | V            | E            | D            | PF           | PC           | Pts          |
| 1º                                                         | Hernani Club de Rugby                             | 14            | 12            | 1             | 1             | 286           | 44            | 39            |  | 1º           | Club Deportivo Arquitectura B | 14           | 12           | 1            | 1            | 394          | 77           | 39           |
| 2º                                                         | Rugby Club Irún                                   | 14            | 9             | 3             | 2             | 128           | 85            | 35            |  | 2º           | G.M. Olímpico Leganés         | 14           | 12           | 0            | 2            | 418          | 71           | 38           |
| 3º                                                         | Real Sporting de Gijón                            | 14            | 8             | 2             | 4             | 154           | 89            | 32            |  | 3º           | Liceo Francés                 | 14           | 10           | 0            | 4            | 303          | 105          | 34           |
| 4º                                                         | Bilbao Rugby Club                                 | 14            | 7             | 1             | 6             | 120           | 120           | 29            |  | 4º           | Canoe Natación Club B         | 14           | 6            | 0            | 8            | 191          | 200          | 26           |
| 5º                                                         | Club Atlético San Sebastián B                     | 14            | 5             | 3             | 6             | 91            | 94            | 27            |  | 5º           | CAU Madrid Rugby Club B       | 14           | 6            | 0            | 8            | 150          | 186          | 26           |
| 6º                                                         | Club Medicina Bilbao                              | 14            | 5             | 0             | 9             | 161           | 125           | 24            |  | 6º           | Sargento Pepper's Salamanca   | 14           | 5            | 2            | 7            | 126          | 171          | 26           |
| 7º                                                         | Instituto Torres-Quevedo                          | 14            | 4             | 0             | 9             | 100           | 169           | 20            |  | 7º           | Club Deportivo Veterinaria    | 14           | 2            | 1            | 11           | 74           | 252          | 19           |
| 8º                                                         | Grupo Cultural Covadonga                          | 13            | 0             | 0             | 13            | 41            | 371           | 13            |  | 8º           | Club Deportivo Ciencias       | 14           | 1            | 0            | 13           | 66           | 483          | 16           |
| Grupo LEVANTE                                              | Grupo LEVANTE                                     | Grupo LEVANTE | Grupo LEVANTE | Grupo LEVANTE | Grupo LEVANTE | Grupo LEVANTE | Grupo LEVANTE | Grupo LEVANTE |  | Grupo SUR    | Grupo SUR                     | Grupo SUR    | Grupo SUR    | Grupo SUR    | Grupo SUR    | Grupo SUR    | Grupo SUR    | Grupo SUR    |
| Pos                                                        | Equipo                                            | Jug           | V             | E             | D             | PF            | PC            | Pts           |  | Pos          | Equipo                        | Jug          | V            | E            | D            | PF           | PC           | Pts          |
| 1º                                                         | Valencia Rugby Club                               | 14            | 14            | 0             | 0             | 436           | 92            | 42            |  | 1º           | Sevilla Club de Fútbol        | 14           | 14           | 0            | 0            | 680          | 37           | 42           |
| 2º                                                         | Futbol Club Barcelona                             | 14            | 9             | 1             | 4             | 197           | 158           | 33            |  | 2º           | Club de Rugby Ciencias        | 14           | 11           | 1            | 2            | 357          | 135          | 35           |
| 3º                                                         | Club Natación Pueblo Nuevo                        | 14            | 8             | 2             | 4             | 158           | 125           | 32            |  | 3º           | Club de Campo RACA B          | 14           | 10           | 0            | 4            | 291          | 141          | 34           |
| 4º                                                         | Club Natación Montjuich                           | 14            | 8             | 1             | 5             | 223           | 140           | 31            |  | 4º           | CD Universitario de Granada   | 14           | 8            | 1            | 5            | 245          | 105          | 31           |
| 5º                                                         | Club Deportivo Universitario                      | 14            | 6             | 1             | 7             | 157           | 142           | 27            |  | 5º           | Real Betis Balompié           | 14           | 6            | 0            | 8            | 189          | 176          | 26           |
| 6º                                                         | XÈ-15 Valencia                                    | 14            | 5             | 0             | 9             | 119           | 273           | 24            |  | 6º           | Arquitectura Técnica C.R.     | 14           | 3            | 0            | 11           | 130          | 443          | 20           |
| 7º                                                         | Club Náutico Cullera                              | 14            | 2             | 0             | 12            | 80            | 202           | 18            |  | 7º           | Medicina Sevilla              | 14           | 2            | 0            | 12           | 93           | 385          | 18           |
| 8º                                                         | GEYEG Gerona                                      | 14            | 1             | 1             | 12            | 80            | 202           | 17            |  | 8º           | Universitario de Córdoba      | 14           | 1            | 0            | 13           | 81           | 513          | 16           |
|                                                            | Clasificación Liga Nacional 2ª División 1975-1976 |               |               |               |               |               |               |               |  |              |                               |              |              |              |              |              |              |              |

#### Fase Final
|  | Cuartos de final      | Cuartos de final       | Cuartos de final      |                       |    | Semifinales                  | Semifinales                  | Semifinales                  |  |                     | Final               | Final               | Final               |  |
|  | 15 de febrero de 1976 | 15 de febrero de 1976  | 15 de febrero de 1976 |                       |    | 22-febrero y 7-marzo de 1976 | 22-febrero y 7-marzo de 1976 | 22-febrero y 7-marzo de 1976 |  |                     | 14 de marzo de 1976 | 14 de marzo de 1976 | 14 de marzo de 1976 |  |
|  |                       |                        |                       |                       |    |                              |                              |                              |  |                     |                     |                     |                     |  |
|  |                       |                        |                       |                       |    |                              |                              |                              |  |                     |                     |                     |                     |  |
|  | 1GL                   | Valencia Rugby Club    | 38                    |                       |    |                              |                              |                              |  |                     |                     |                     |                     |  |
|  | 1GL                   | Valencia Rugby Club    | 38                    |                       |    |                              |                              |                              |  |                     |                     |                     |                     |  |
|  | 2GS                   | Club de Rugby Ciencias | 8                     |                       |    |                              |                              |                              |  |                     |                     |                     |                     |  |
|  | 2GS                   | Club de Rugby Ciencias | 8                     |                       | 3  | Valencia Rugby Club          | 23                           |                              |  |                     |                     |                     |                     |  |
|  |                       |                        |                       |                       | 3  | Valencia Rugby Club          | 23                           |                              |  |                     |                     |                     |                     |  |
|  |                       |                        | 0                     | Liceo Francés         | 8  |                              |                              |                              |  |                     |                     |                     |                     |  |
|  | 1GN                   | Hernani Club de Rugby  | 0                     | Liceo Francés         | 8  | 12                           |                              |                              |  |                     |                     |                     |                     |  |
|  | 1GN                   | Hernani Club de Rugby  |                       |                       |    |                              |                              |                              |  |                     |                     |                     |                     |  |
|  | 2GC                   | Liceo Francés          | 21                    |                       |    |                              |                              |                              |  |                     |                     |                     |                     |  |
|  | 2GC                   | Liceo Francés          | 21                    |                       |    |                              |                              |                              |  | Valencia Rugby Club | Valencia Rugby Club | 6                   |                     |  |
|  |                       |                        |                       |                       |    |                              |                              |                              |  | Valencia Rugby Club | Valencia Rugby Club | 6                   |                     |  |
|  |                       |                        | Olímpico Leganés      | Olímpico Leganés      | 10 |                              |                              |                              |  |                     |                     |                     |                     |  |
|  | 1GC                   | Olímpico Leganés       | Olímpico Leganés      | Olímpico Leganés      | 10 | 21                           |                              |                              |  |                     |                     |                     |                     |  |
|  | 1GC                   | Olímpico Leganés       |                       |                       |    |                              |                              |                              |  |                     |                     |                     |                     |  |
|  | 2GN                   | Rugby Club Irún        | 0                     |                       |    |                              |                              |                              |  |                     |                     |                     |                     |  |
|  | 2GN                   | Rugby Club Irún        | 0                     |                       | 19 | Olímpico Leganés             | 18                           |                              |  |                     |                     |                     |                     |  |
|  |                       |                        |                       |                       | 19 | Olímpico Leganés             | 18                           |                              |  |                     |                     |                     |                     |  |
|  |                       |                        | 12                    | Futbol Club Barcelona | 7  |                              |                              |                              |  |                     |                     |                     |                     |  |
|  | 1GS                   | Sevilla Club de Fútbol | 12                    | Futbol Club Barcelona | 7  | 7                            |                              |                              |  |                     |                     |                     |                     |  |
|  | 1GS                   | Sevilla Club de Fútbol |                       |                       |    |                              |                              |                              |  |                     |                     |                     |                     |  |
|  | 2GL                   | Futbol Club Barcelona  | 13                    |                       |    |                              |                              |                              |  |                     |                     |                     |                     |  |
|  | 2GL                   | Futbol Club Barcelona  | 13                    |                       |    |                              |                              |                              |  |                     |                     |                     |                     |  |
|  |                       |                        |                       |                       |    |                              |                              |                              |  |                     |                     |                     |                     |  |

| Trophee championnat Espagnol Rugby        |
| Campeón 2ª División G.M. Olímpico Leganés |
| 1er título                                |

#### Promoción de Ascenso a 1º División Nacional
| Ciudad     | Local               | Resultado | Visitante           |
| ---------- | ------------------- | --------- | ------------------- |
| Valladolid | CDU-Valladolid      | 18-4      | Valencia Rugby Club |
| Valencia   | Valencia Rugby Club | n.d.      | CDU-Valladolid      |

El Valencia Rugby Club renuncia a disputar el partido de vuelta por lo que ambos equipos permanecen en sus categorías

### XLIII Campeonato de España (Copa del Generalísimo)
Aumentaba la participación del torneo a 32 equipos, con los 10 de la 1ª División y 22 de la 2ª. De los 32 equipos de segunda no participarán en la Copa, los dos equipos aspirantes al ascenso (Olímpico y Valencia), los filiales y los colistas de cada grupo (Covadonga, Ciencias Zaragoza, GEiEG y Universitario de Córdoba). Como eran 21, se sorteó la última plaza y le fue adjudicada a los cordobeses.

Las dos primeras rondas se disputarían a un solo partido, los cuartos y las semifinales a doble partido y la final a partido único en Madrid.

Pocas sorpresas hubo en primera ronda, la más sonada la eliminación del Liceo Francés, clasificado para el ascenso, por el recién descendido Náutico de Cullera por un contundente 34-0. Todos los equipos de 1ª división pasaron la eliminatoria exceptuando el Canoe que cayó en casa del Natación Barcelona (descendido a 2ª) en la otra sorpresa de la jornada. Pasaron a octavos varios segundas, con emparejamientos más equilibrados: Hernani, Ciencias de Sevilla, Pueblo Nuevo, Sevilla FC, Betis y Bilbao RC

En octavos todos los segundas fueron eliminados, además del CDU-Valladolid, que se enfrentaba al Arquitectura. Y en cuartos tampoco hubo sorpresa, pasaron los tres primeros clasificados de la liga, Cisneros, Arquitectura y CAU-Madrid además del "Rey de Copas", el Atlético San Sebastián, que a pesar de ser 8º en liga, intentaba una vez más conquistar el torneo en el que también competía.

Pero no pudo ser, los donostiarras fueron doblemente derrotados por los arquitectos, que querían resarcirse de su derrota en la liga. Tampoco el Cisneros pudo optar al doblete, ya que el CAU-Madrid llegó a su primera final en una eliminatoria muy apretada.

Era, por tanto, una final inédita, la segunda de Arquitectura y la primera del CAU. Los arquitectos fueron superiores en la final y vencieron no sin dificultades, por 24-12, su primer título copero, que sumaban a sus dos ligas.

#### Cuadro de Competición
|  | Dieciseisavos de final       | Dieciseisavos de final | Dieciseisavos de final     |                         |     | Octavos de final    | Octavos de final    | Octavos de final    |                         |    | Cuartos de final         | Cuartos de final         | Cuartos de final         |                        |    | Semifinales              | Semifinales              | Semifinales              |               |    | Final             | Final             |  |
|  | 14 de marzo de 1975          | 14 de marzo de 1975    | 14 de marzo de 1975        |                         |     | 21 de marzo de 1975 | 21 de marzo de 1975 | 21 de marzo de 1975 |                         |    | 26 de marzo y 4 de abril | 26 de marzo y 4 de abril | 26 de marzo y 4 de abril |                        |    | 11 y 25 de abril de 1975 | 11 y 25 de abril de 1975 | 11 y 25 de abril de 1975 |               |    | 9 de mayo de 1975 | 9 de mayo de 1975 |  |
|  |                              |                        |                            |                         |     |                     |                     |                     |                         |    |                          |                          |                          |                        |    |                          |                          |                          |               |    |                   |                   |  |
|  |                              |                        |                            |                         |     |                     |                     |                     |                         |    |                          |                          |                          |                        |    |                          |                          |                          |               |    |                   |                   |  |
|  | Club Natación Barcelona      | 22                     |                            |                         |     |                     |                     |                     |                         |    |                          |                          |                          |                        |    |                          |                          |                          |               |    |                   |                   |  |
|  | Club Natación Barcelona      | 22                     |                            |                         |     |                     |                     |                     |                         |    |                          |                          |                          |                        |    |                          |                          |                          |               |    |                   |                   |  |
|  | Canoe Natación Club          | 13                     |                            |                         |     |                     |                     |                     |                         |    |                          |                          |                          |                        |    |                          |                          |                          |               |    |                   |                   |  |
|  | Canoe Natación Club          | 13                     |                            | Club Natación Barcelona | 16  |                     |                     |                     |                         |    |                          |                          |                          |                        |    |                          |                          |                          |               |    |                   |                   |  |
|  |                              |                        |                            | Club Natación Barcelona | 16  |                     |                     |                     |                         |    |                          |                          |                          |                        |    |                          |                          |                          |               |    |                   |                   |  |
|  |                              |                        | Hernani Club de Rugby      | 9                       |     |                     |                     |                     |                         |    |                          |                          |                          |                        |    |                          |                          |                          |               |    |                   |                   |  |
|  | Arquitectura Técnica C.R.    | 0                      | Hernani Club de Rugby      | 9                       |     |                     |                     |                     |                         |    |                          |                          |                          |                        |    |                          |                          |                          |               |    |                   |                   |  |
|  | Arquitectura Técnica C.R.    | 0                      |                            |                         |     |                     |                     |                     |                         |    |                          |                          |                          |                        |    |                          |                          |                          |               |    |                   |                   |  |
|  | Hernani Club de Rugby        | 46                     |                            |                         |     |                     |                     |                     |                         |    |                          |                          |                          |                        |    |                          |                          |                          |               |    |                   |                   |  |
|  | Hernani Club de Rugby        | 46                     |                            |                         |     |                     |                     |                     | Club Natación Barcelona | 0  | 14                       |                          |                          |                        |    |                          |                          |                          |               |    |                   |                   |  |
|  |                              |                        |                            |                         |     |                     |                     |                     | Club Natación Barcelona | 0  | 14                       |                          |                          |                        |    |                          |                          |                          |               |    |                   |                   |  |
|  |                              |                        | CAU Madrid RC              | 35                      | 6   |                     |                     |                     |                         |    |                          |                          |                          |                        |    |                          |                          |                          |               |    |                   |                   |  |
|  | Instituto Torres-Quevedo     | 0                      | CAU Madrid RC              | 35                      | 6   |                     |                     |                     |                         |    |                          |                          |                          |                        |    |                          |                          |                          |               |    |                   |                   |  |
|  | Instituto Torres-Quevedo     | 0                      |                            |                         |     |                     |                     |                     |                         |    |                          |                          |                          |                        |    |                          |                          |                          |               |    |                   |                   |  |
|  | CAU Madrid RC                | 6                      |                            |                         |     |                     |                     |                     |                         |    |                          |                          |                          |                        |    |                          |                          |                          |               |    |                   |                   |  |
|  | CAU Madrid RC                | 6                      |                            | CAU Madrid RC           | 64  |                     |                     |                     |                         |    |                          |                          |                          |                        |    |                          |                          |                          |               |    |                   |                   |  |
|  |                              |                        |                            | CAU Madrid RC           | 64  |                     |                     |                     |                         |    |                          |                          |                          |                        |    |                          |                          |                          |               |    |                   |                   |  |
|  |                              |                        | Club de Rugby Ciencias     | 6                       |     |                     |                     |                     |                         |    |                          |                          |                          |                        |    |                          |                          |                          |               |    |                   |                   |  |
|  | Club de Rugby Ciencias       | 7                      | Club de Rugby Ciencias     | 6                       |     |                     |                     |                     |                         |    |                          |                          |                          |                        |    |                          |                          |                          |               |    |                   |                   |  |
|  | Club de Rugby Ciencias       | 7                      |                            |                         |     |                     |                     |                     |                         |    |                          |                          |                          |                        |    |                          |                          |                          |               |    |                   |                   |  |
|  | Sargento Pepper's            | 6                      |                            |                         |     |                     |                     |                     |                         |    |                          |                          |                          |                        |    |                          |                          |                          |               |    |                   |                   |  |
|  | Sargento Pepper's            | 6                      |                            |                         |     |                     |                     |                     |                         |    |                          |                          |                          | CAU Madrid RC          | 24 | 9                        |                          |                          |               |    |                   |                   |  |
|  |                              |                        |                            |                         |     |                     |                     |                     |                         |    |                          |                          |                          | CAU Madrid RC          | 24 | 9                        |                          |                          |               |    |                   |                   |  |
|  |                              |                        | Colegio Mayor Cisneros     | 8                       | 20  |                     |                     |                     |                         |    |                          |                          |                          |                        |    |                          |                          |                          |               |    |                   |                   |  |
|  | Club Natación Montjuich      | 10                     | Colegio Mayor Cisneros     | 8                       | 20  |                     |                     |                     |                         |    |                          |                          |                          |                        |    |                          |                          |                          |               |    |                   |                   |  |
|  | Club Natación Montjuich      | 10                     |                            |                         |     |                     |                     |                     |                         |    |                          |                          |                          |                        |    |                          |                          |                          |               |    |                   |                   |  |
|  | U.D. Samboyana               | 54                     |                            |                         |     |                     |                     |                     |                         |    |                          |                          |                          |                        |    |                          |                          |                          |               |    |                   |                   |  |
|  | U.D. Samboyana               | 54                     |                            | U.D. Samboyana          | 52  |                     |                     |                     |                         |    |                          |                          |                          |                        |    |                          |                          |                          |               |    |                   |                   |  |
|  |                              |                        |                            | U.D. Samboyana          | 52  |                     |                     |                     |                         |    |                          |                          |                          |                        |    |                          |                          |                          |               |    |                   |                   |  |
|  |                              |                        | Club Natación Pueblo Nuevo | 4                       |     |                     |                     |                     |                         |    |                          |                          |                          |                        |    |                          |                          |                          |               |    |                   |                   |  |
|  | Fútbol Club Barcelona        | 6                      | Club Natación Pueblo Nuevo | 4                       |     |                     |                     |                     |                         |    |                          |                          |                          |                        |    |                          |                          |                          |               |    |                   |                   |  |
|  | Fútbol Club Barcelona        | 6                      |                            |                         |     |                     |                     |                     |                         |    |                          |                          |                          |                        |    |                          |                          |                          |               |    |                   |                   |  |
|  | C.N. Pueblo Nuevo            | 21                     |                            |                         |     |                     |                     |                     |                         |    |                          |                          |                          |                        |    |                          |                          |                          |               |    |                   |                   |  |
|  | C.N. Pueblo Nuevo            | 21                     |                            |                         |     |                     |                     |                     | U.D. Samboyana          | 9  | 7                        |                          |                          |                        |    |                          |                          |                          |               |    |                   |                   |  |
|  |                              |                        |                            |                         |     |                     |                     |                     | U.D. Samboyana          | 9  | 7                        |                          |                          |                        |    |                          |                          |                          |               |    |                   |                   |  |
|  |                              |                        | Colegio Mayor Cisneros     | 10                      | 45  |                     |                     |                     |                         |    |                          |                          |                          |                        |    |                          |                          |                          |               |    |                   |                   |  |
|  | CD Veterinaria Zaragoza      | 0                      | Colegio Mayor Cisneros     | 10                      | 45  |                     |                     |                     |                         |    |                          |                          |                          |                        |    |                          |                          |                          |               |    |                   |                   |  |
|  | CD Veterinaria Zaragoza      | 0                      |                            |                         |     |                     |                     |                     |                         |    |                          |                          |                          |                        |    |                          |                          |                          |               |    |                   |                   |  |
|  | Colegio Mayor Cisneros       | 6                      |                            |                         |     |                     |                     |                     |                         |    |                          |                          |                          |                        |    |                          |                          |                          |               |    |                   |                   |  |
|  | Colegio Mayor Cisneros       | 6                      |                            | Colegio Mayor Cisneros  | 100 |                     |                     |                     |                         |    |                          |                          |                          |                        |    |                          |                          |                          |               |    |                   |                   |  |
|  |                              |                        |                            | Colegio Mayor Cisneros  | 100 |                     |                     |                     |                         |    |                          |                          |                          |                        |    |                          |                          |                          |               |    |                   |                   |  |
|  |                              |                        | Sevilla Club de Fútbol     | 3                       |     |                     |                     |                     |                         |    |                          |                          |                          |                        |    |                          |                          |                          |               |    |                   |                   |  |
|  | CD Universitario de Granada  | 28                     | Sevilla Club de Fútbol     | 3                       |     |                     |                     |                     |                         |    |                          |                          |                          |                        |    |                          |                          |                          |               |    |                   |                   |  |
|  | CD Universitario de Granada  | 28                     |                            |                         |     |                     |                     |                     |                         |    |                          |                          |                          |                        |    |                          |                          |                          |               |    |                   |                   |  |
|  | Sevilla Club de Fútbol       | 33                     |                            |                         |     |                     |                     |                     |                         |    |                          |                          |                          |                        |    |                          |                          |                          |               |    |                   |                   |  |
|  | Sevilla Club de Fútbol       | 33                     |                            |                         |     |                     |                     |                     |                         |    |                          |                          |                          |                        |    |                          |                          |                          | CAU Madrid RC | 12 |                   |                   |  |
|  |                              |                        |                            |                         |     |                     |                     |                     |                         |    |                          |                          |                          |                        |    |                          |                          |                          | CAU Madrid RC | 12 |                   |                   |  |
|  |                              |                        | CD Arquitectura Madrid     | 24                      |     |                     |                     |                     |                         |    |                          |                          |                          |                        |    |                          |                          |                          |               |    |                   |                   |  |
|  | Club Deportivo Universitario | 7                      | CD Arquitectura Madrid     | 24                      |     |                     |                     |                     |                         |    |                          |                          |                          |                        |    |                          |                          |                          |               |    |                   |                   |  |
|  | Club Deportivo Universitario | 7                      |                            |                         |     |                     |                     |                     |                         |    |                          |                          |                          |                        |    |                          |                          |                          |               |    |                   |                   |  |
|  | CD Arquitectura Madrid       | 33                     |                            |                         |     |                     |                     |                     |                         |    |                          |                          |                          |                        |    |                          |                          |                          |               |    |                   |                   |  |
|  | CD Arquitectura Madrid       | 33                     |                            | CD Arquitectura Madrid  | 43  |                     |                     |                     |                         |    |                          |                          |                          |                        |    |                          |                          |                          |               |    |                   |                   |  |
|  |                              |                        |                            | CD Arquitectura Madrid  | 43  |                     |                     |                     |                         |    |                          |                          |                          |                        |    |                          |                          |                          |               |    |                   |                   |  |
|  |                              |                        | CDU-Valladolid             | 9                       |     |                     |                     |                     |                         |    |                          |                          |                          |                        |    |                          |                          |                          |               |    |                   |                   |  |
|  | Real Sporting de Gijón       | 6                      | CDU-Valladolid             | 9                       |     |                     |                     |                     |                         |    |                          |                          |                          |                        |    |                          |                          |                          |               |    |                   |                   |  |
|  | Real Sporting de Gijón       | 6                      |                            |                         |     |                     |                     |                     |                         |    |                          |                          |                          |                        |    |                          |                          |                          |               |    |                   |                   |  |
|  | CDU-Valladolid               | 19                     |                            |                         |     |                     |                     |                     |                         |    |                          |                          |                          |                        |    |                          |                          |                          |               |    |                   |                   |  |
|  | CDU-Valladolid               | 19                     |                            |                         |     |                     |                     |                     | CD Arquitectura Madrid  | 36 | 12                       |                          |                          |                        |    |                          |                          |                          |               |    |                   |                   |  |
|  |                              |                        |                            |                         |     |                     |                     |                     | CD Arquitectura Madrid  | 36 | 12                       |                          |                          |                        |    |                          |                          |                          |               |    |                   |                   |  |
|  |                              |                        | Rugby Club Cornellá        | 4                       | 0   |                     |                     |                     |                         |    |                          |                          |                          |                        |    |                          |                          |                          |               |    |                   |                   |  |
|  | XÈ-15 Valencia               | 3                      | Rugby Club Cornellá        | 4                       | 0   |                     |                     |                     |                         |    |                          |                          |                          |                        |    |                          |                          |                          |               |    |                   |                   |  |
|  | XÈ-15 Valencia               | 3                      |                            |                         |     |                     |                     |                     |                         |    |                          |                          |                          |                        |    |                          |                          |                          |               |    |                   |                   |  |
|  | Rugby Club Cornellá          | 64                     |                            |                         |     |                     |                     |                     |                         |    |                          |                          |                          |                        |    |                          |                          |                          |               |    |                   |                   |  |
|  | Rugby Club Cornellá          | 64                     |                            | Rugby Club Cornellá     | 40  |                     |                     |                     |                         |    |                          |                          |                          |                        |    |                          |                          |                          |               |    |                   |                   |  |
|  |                              |                        |                            | Rugby Club Cornellá     | 40  |                     |                     |                     |                         |    |                          |                          |                          |                        |    |                          |                          |                          |               |    |                   |                   |  |
|  |                              |                        | Club Náutico Cullera       | 12                      |     |                     |                     |                     |                         |    |                          |                          |                          |                        |    |                          |                          |                          |               |    |                   |                   |  |
|  | Club Náutico Cullera         | 34                     | Club Náutico Cullera       | 12                      |     |                     |                     |                     |                         |    |                          |                          |                          |                        |    |                          |                          |                          |               |    |                   |                   |  |
|  | Club Náutico Cullera         | 34                     |                            |                         |     |                     |                     |                     |                         |    |                          |                          |                          |                        |    |                          |                          |                          |               |    |                   |                   |  |
|  | Liceo Francés                | 0                      |                            |                         |     |                     |                     |                     |                         |    |                          |                          |                          |                        |    |                          |                          |                          |               |    |                   |                   |  |
|  | Liceo Francés                | 0                      |                            |                         |     |                     |                     |                     |                         |    |                          |                          |                          | CD Arquitectura Madrid | 36 | 12                       |                          |                          |               |    |                   |                   |  |
|  |                              |                        |                            |                         |     |                     |                     |                     |                         |    |                          |                          |                          | CD Arquitectura Madrid | 36 | 12                       |                          |                          |               |    |                   |                   |  |
|  |                              |                        | Atlético San Sebastián     | 4                       | 0   |                     |                     |                     |                         |    |                          |                          |                          |                        |    |                          |                          |                          |               |    |                   |                   |  |
|  | Universitario de Córdoba     | 3                      | Atlético San Sebastián     | 4                       | 0   |                     |                     |                     |                         |    |                          |                          |                          |                        |    |                          |                          |                          |               |    |                   |                   |  |
|  | Universitario de Córdoba     | 3                      |                            |                         |     |                     |                     |                     |                         |    |                          |                          |                          |                        |    |                          |                          |                          |               |    |                   |                   |  |
|  | Club de Campo RACA           | 88                     |                            |                         |     |                     |                     |                     |                         |    |                          |                          |                          |                        |    |                          |                          |                          |               |    |                   |                   |  |
|  | Club de Campo RACA           | 88                     |                            | Club de Campo RACA      | 29  |                     |                     |                     |                         |    |                          |                          |                          |                        |    |                          |                          |                          |               |    |                   |                   |  |
|  |                              |                        |                            | Club de Campo RACA      | 29  |                     |                     |                     |                         |    |                          |                          |                          |                        |    |                          |                          |                          |               |    |                   |                   |  |
|  |                              |                        | Real Betis Balompié        | 9                       |     |                     |                     |                     |                         |    |                          |                          |                          |                        |    |                          |                          |                          |               |    |                   |                   |  |
|  | Real Betis Balompié          | 6                      | Real Betis Balompié        | 9                       |     |                     |                     |                     |                         |    |                          |                          |                          |                        |    |                          |                          |                          |               |    |                   |                   |  |
|  | Real Betis Balompié          | 6                      |                            |                         |     |                     |                     |                     |                         |    |                          |                          |                          |                        |    |                          |                          |                          |               |    |                   |                   |  |
|  | Medicina Sevilla             | 0                      |                            |                         |     |                     |                     |                     |                         |    |                          |                          |                          |                        |    |                          |                          |                          |               |    |                   |                   |  |
|  | Medicina Sevilla             | 0                      |                            |                         |     |                     |                     |                     | Club de Campo RACA      | 7  | 0                        |                          |                          |                        |    |                          |                          |                          |               |    |                   |                   |  |
|  |                              |                        |                            |                         |     |                     |                     |                     | Club de Campo RACA      | 7  | 0                        |                          |                          |                        |    |                          |                          |                          |               |    |                   |                   |  |
|  |                              |                        | Atlético San Sebastián     | 20                      | 32  |                     |                     |                     |                         |    |                          |                          |                          |                        |    |                          |                          |                          |               |    |                   |                   |  |
|  | Club Medicina Bilbao         | 6                      | Atlético San Sebastián     | 20                      | 32  |                     |                     |                     |                         |    |                          |                          |                          |                        |    |                          |                          |                          |               |    |                   |                   |  |
|  | Club Medicina Bilbao         | 6                      |                            |                         |     |                     |                     |                     |                         |    |                          |                          |                          |                        |    |                          |                          |                          |               |    |                   |                   |  |
|  | Atlético San Sebastián       | 32                     |                            |                         |     |                     |                     |                     |                         |    |                          |                          |                          |                        |    |                          |                          |                          |               |    |                   |                   |  |
|  | Atlético San Sebastián       | 32                     |                            | Atlético San Sebastián  | 52  |                     |                     |                     |                         |    |                          |                          |                          |                        |    |                          |                          |                          |               |    |                   |                   |  |
|  |                              |                        |                            | Atlético San Sebastián  | 52  |                     |                     |                     |                         |    |                          |                          |                          |                        |    |                          |                          |                          |               |    |                   |                   |  |
|  |                              |                        | Bilbao Rugby Club          | 3                       |     |                     |                     |                     |                         |    |                          |                          |                          |                        |    |                          |                          |                          |               |    |                   |                   |  |
|  | Bilbao Rugby Club            | 11                     | Bilbao Rugby Club          | 3                       |     |                     |                     |                     |                         |    |                          |                          |                          |                        |    |                          |                          |                          |               |    |                   |                   |  |
|  | Bilbao Rugby Club            | 11                     |                            |                         |     |                     |                     |                     |                         |    |                          |                          |                          |                        |    |                          |                          |                          |               |    |                   |                   |  |
|  | Rugby Club Irún              | 6                      |                            |                         |     |                     |                     |                     |                         |    |                          |                          |                          |                        |    |                          |                          |                          |               |    |                   |                   |  |
|  | Rugby Club Irún              | 6                      |                            |                         |     |                     |                     |                     |                         |    |                          |                          |                          |                        |    |                          |                          |                          |               |    |                   |                   |  |
|  |                              |                        |                            |                         |     |                     |                     |                     |                         |    |                          |                          |                          |                        |    |                          |                          |                          |               |    |                   |                   |  |

| Copa_del_Rey_(rugby_union)          |
| Campeón Club Deportivo Arquitectura |
| 1er título                          |

### Ascenso a Liga Nacional 2ª División
|                        | Asturias           | Vizcaya            | Cantabria                |  |
| ---------------------- | ------------------ | ------------------ | ------------------------ |  |
| Ascienden a 2ª:        |                    | Basauri Rugby Club | Independiente Rugby Club |  |
|                        |                    |                    |                          |  |
| Descienden a regional: | Cultural Covadonga |                    | Instituto Torres-Quevedo |  |

| Ciudad    | Local                    | Resultado | Visitante                |
| --------- | ------------------------ | --------- | ------------------------ |
| Bilbao    | Club Deportivo Bidasoa   | 6-16      | Independiente Rugby Club |
| Burgos    | Independiente Rugby Club | 7-8       | Basauri Rugby Club       |
| Mondragón | Club Deportivo Bidasoa   | 6-7       | Basauri Rugby Club       |

|                        | Madrid               | Castilla               | Aragón               |
| ---------------------- | -------------------- | ---------------------- | -------------------- |
| Ascienden a 2ª:        | Club Juventud Karmen | Club de Rugby San José | '                    |
|                        | Teca Rugby Club      |                        |                      |
|                        |                      |                        |                      |
| Descienden a regional: |                      |                        | Veterinaria Zaragoza |
|                        |                      |                        | CD. Ciencias         |

| Ciudad     | Local                  | Resultado | Visitante            |
| ---------- | ---------------------- | --------- | -------------------- |
| Valladolid | Club de Rugby San José | 4-39      | Club Juventud Karmen |
| Madrid     | Teca Rugby Club        | 44-6      | Veterinaria Zaragoza |
| Madrid     | Club de Rugby San José | 45-4      | Veterinaria Zaragoza |

|                        | Cataluña                | Valencia                       |
| ---------------------- | ----------------------- | ------------------------------ |
| Desciende de 1ª:       | Club Natación Barcelona |                                |
| Ascienden a 2ª:        |                         | Club Polideportivo Les Abelles |
|                        |                         | Tatami Rugby Club              |
|                        |                         |                                |
| Descienden a regional: | GEYEG Gerona            | Club Náutico Cullera           |
|                        |                         | XÈ-15 Valencia                 |

| Ciudad    | Local             | Resultado | Visitante                         |
| --------- | ----------------- | --------- | --------------------------------- |
| Barcelona | La Salle-Bonanova | 10-16     | Club Polideportivo Les Abelles    |
| Valencia  | Tatami Rugby Club | 8-6       | Barcelona Universitari Club (BUC) |
| Valencia  | Tatami Rugby Club | 13-3      | Club Polideportivo Les Abelles    |
| Valencia  | XÈ-15 Valencia    | 4-16      | Club Polideportivo Les Abelles    |

|                        | Sevilla                      | Granada                   |
| ---------------------- | ---------------------------- | ------------------------- |
| Ascienden a 2ª:        | Club de Rugby Divina Pastora | C.M.U. Isabel La Católica |
|                        |                              |                           |
| Descienden a regional: | Medicina Sevilla             | Universitario de Córdoba  |

Sin promoción, ascienden directamente de la regional andaluza

### XIIIº Campeonato de España Juvenil
La edición de 1976 tuvo de nuevo un vencedor madrileño, y de hecho la final fue protagonizada por dos equipos de Madrid, que terminaron como en la liga territorial, con el CAU-Madrid de campeón y el Santa María del Pilar de subcampeón. Los mayores rivales fueron los vallisoletanos del Colegio San José y los donostiarras del Atlético San Sebastián. El equipo valenciano del Colegio Luis Vives fueron la revelación del torneo llegando a semifinales.
|  | Octavos de final             | Octavos de final        | Octavos de final        |    |                          | Cuartos de final              | Cuartos de final              | Cuartos de final              |  |                       | Semifinales                  | Semifinales                  | Semifinales                  |  |                       | Final             | Final             |  |
|  | 7 y 14 de marzo de 1976      | 7 y 14 de marzo de 1976 | 7 y 14 de marzo de 1976 |    |                          | 28 marzo y 4 de abril de 1976 | 28 marzo y 4 de abril de 1976 | 28 marzo y 4 de abril de 1976 |  |                       | 25 abril y 2 de mayo de 1976 | 25 abril y 2 de mayo de 1976 | 25 abril y 2 de mayo de 1976 |  |                       | 9 de mayo de 1976 | 9 de mayo de 1976 |  |
|  |                              |                         |                         |    |                          |                               |                               |                               |  |                       |                              |                              |                              |  |                       |                   |                   |  |
|  |                              |                         |                         |    |                          |                               |                               |                               |  |                       |                              |                              |                              |  |                       |                   |                   |  |
|  | CD Universitario de Granada  | 0                       | 34                      |    |                          |                               |                               |                               |  |                       |                              |                              |                              |  |                       |                   |                   |  |
|  | CD Universitario de Granada  | 0                       | 34                      |    |                          |                               |                               |                               |  |                       |                              |                              |                              |  |                       |                   |                   |  |
|  | Santa María del Pilar        | 58                      | 0                       |    |                          |                               |                               |                               |  |                       |                              |                              |                              |  |                       |                   |                   |  |
|  | Santa María del Pilar        | 58                      | 0                       |    | Santa María del Pilar    | 29                            | 4                             |                               |  |                       |                              |                              |                              |  |                       |                   |                   |  |
|  |                              |                         |                         |    | Santa María del Pilar    | 29                            | 4                             |                               |  |                       |                              |                              |                              |  |                       |                   |                   |  |
|  |                              |                         | UD Samboyana            | 10 | 13                       |                               |                               |                               |  |                       |                              |                              |                              |  |                       |                   |                   |  |
|  | UD Samboyana                 | 23                      | UD Samboyana            | 10 | 13                       | 14                            |                               |                               |  |                       |                              |                              |                              |  |                       |                   |                   |  |
|  | UD Samboyana                 | 23                      |                         |    |                          |                               |                               |                               |  |                       |                              |                              |                              |  |                       |                   |                   |  |
|  | Colegio El Salvador          | 0                       | 0                       |    |                          |                               |                               |                               |  |                       |                              |                              |                              |  |                       |                   |                   |  |
|  | Colegio El Salvador          | 0                       | 0                       |    |                          |                               |                               |                               |  | Santa María del Pilar | 22                           | 6                            |                              |  |                       |                   |                   |  |
|  |                              |                         |                         |    |                          |                               |                               |                               |  | Santa María del Pilar | 22                           | 6                            |                              |  |                       |                   |                   |  |
|  |                              |                         | Atlético San Sebastián  | 0  | 28                       |                               |                               |                               |  |                       |                              |                              |                              |  |                       |                   |                   |  |
|  | Atlético San Sebastián       | 39                      | Atlético San Sebastián  | 0  | 28                       | 21                            |                               |                               |  |                       |                              |                              |                              |  |                       |                   |                   |  |
|  | Atlético San Sebastián       | 39                      |                         |    |                          |                               |                               |                               |  |                       |                              |                              |                              |  |                       |                   |                   |  |
|  | C.R. Divina Pastora          | 3                       | 8                       |    |                          |                               |                               |                               |  |                       |                              |                              |                              |  |                       |                   |                   |  |
|  | C.R. Divina Pastora          | 3                       | 8                       |    | Atlético San Sebastián   | 44                            | 8                             |                               |  |                       |                              |                              |                              |  |                       |                   |                   |  |
|  |                              |                         |                         |    | Atlético San Sebastián   | 44                            | 8                             |                               |  |                       |                              |                              |                              |  |                       |                   |                   |  |
|  |                              |                         | Guernica Rugby Club     | 0  | 4                        |                               |                               |                               |  |                       |                              |                              |                              |  |                       |                   |                   |  |
|  | Guernica Rugby Club          | 24                      | Guernica Rugby Club     | 0  | 4                        | 0                             |                               |                               |  |                       |                              |                              |                              |  |                       |                   |                   |  |
|  | Guernica Rugby Club          | 24                      |                         |    |                          |                               |                               |                               |  |                       |                              |                              |                              |  |                       |                   |                   |  |
|  | Universidad Laboral de Gijón | 0                       | 4                       |    |                          |                               |                               |                               |  |                       |                              |                              |                              |  |                       |                   |                   |  |
|  | Universidad Laboral de Gijón | 0                       | 4                       |    |                          |                               |                               |                               |  |                       |                              |                              |                              |  | Santa María del Pilar | 7                 |                   |  |
|  |                              |                         |                         |    |                          |                               |                               |                               |  |                       |                              |                              |                              |  | Santa María del Pilar | 7                 |                   |  |
|  |                              |                         | CAU Madrid Rugby Club   | 14 |                          |                               |                               |                               |  |                       |                              |                              |                              |  |                       |                   |                   |  |
|  | Independiente Rugby Club     | 18                      | CAU Madrid Rugby Club   | 14 | 0                        |                               |                               |                               |  |                       |                              |                              |                              |  |                       |                   |                   |  |
|  | Independiente Rugby Club     | 18                      |                         |    |                          |                               |                               |                               |  |                       |                              |                              |                              |  |                       |                   |                   |  |
|  | León Rugby Club              | 9                       | 9                       |    |                          |                               |                               |                               |  |                       |                              |                              |                              |  |                       |                   |                   |  |
|  | León Rugby Club              | 9                       | 9                       |    | Independiente Rugby Club | 6                             | 0                             |                               |  |                       |                              |                              |                              |  |                       |                   |                   |  |
|  |                              |                         |                         |    | Independiente Rugby Club | 6                             | 0                             |                               |  |                       |                              |                              |                              |  |                       |                   |                   |  |
|  |                              |                         | Colegio Luis Vives      | 23 | 46                       |                               |                               |                               |  |                       |                              |                              |                              |  |                       |                   |                   |  |
|  | Colegio Luis Vives           | 16                      | Colegio Luis Vives      | 23 | 46                       | 10                            |                               |                               |  |                       |                              |                              |                              |  |                       |                   |                   |  |
|  | Colegio Luis Vives           | 16                      |                         |    |                          |                               |                               |                               |  |                       |                              |                              |                              |  |                       |                   |                   |  |
|  | Club Deportivo Bidasoa       | 6                       | 4                       |    |                          |                               |                               |                               |  |                       |                              |                              |                              |  |                       |                   |                   |  |
|  | Club Deportivo Bidasoa       | 6                       | 4                       |    |                          |                               |                               |                               |  | Colegio Luis Vives    | 4                            | 0                            |                              |  |                       |                   |                   |  |
|  |                              |                         |                         |    |                          |                               |                               |                               |  | Colegio Luis Vives    | 4                            | 0                            |                              |  |                       |                   |                   |  |
|  |                              |                         | CAU Madrid Rugby Club   | 23 | 29                       |                               |                               |                               |  |                       |                              |                              |                              |  |                       |                   |                   |  |
|  | Colegio San José             | 20                      | CAU Madrid Rugby Club   | 23 | 29                       | 4                             |                               |                               |  |                       |                              |                              |                              |  |                       |                   |                   |  |
|  | Colegio San José             | 20                      |                         |    |                          |                               |                               |                               |  |                       |                              |                              |                              |  |                       |                   |                   |  |
|  | Tatami Rugby Club            | 0                       | 8                       |    |                          |                               |                               |                               |  |                       |                              |                              |                              |  |                       |                   |                   |  |
|  | Tatami Rugby Club            | 0                       | 8                       |    | Colegio San José         | 14                            | 0                             |                               |  |                       |                              |                              |                              |  |                       |                   |                   |  |
|  |                              |                         |                         |    | Colegio San José         | 14                            | 0                             |                               |  |                       |                              |                              |                              |  |                       |                   |                   |  |
|  |                              |                         | CAU Madrid Rugby Club   | 10 | 8                        |                               |                               |                               |  |                       |                              |                              |                              |  |                       |                   |                   |  |
|  | CAU Madrid Rugby Club        | 27                      | CAU Madrid Rugby Club   | 10 | 8                        | 4                             |                               |                               |  |                       |                              |                              |                              |  |                       |                   |                   |  |
|  | CAU Madrid Rugby Club        | 27                      |                         |    |                          |                               |                               |                               |  |                       |                              |                              |                              |  |                       |                   |                   |  |
|  | Seminario de Tarazona        | 13                      | 8                       |    |                          |                               |                               |                               |  |                       |                              |                              |                              |  |                       |                   |                   |  |
|  | Seminario de Tarazona        | 13                      | 8                       |    |                          |                               |                               |                               |  |                       |                              |                              |                              |  |                       |                   |                   |  |
|  |                              |                         |                         |    |                          |                               |                               |                               |  |                       |                              |                              |                              |  |                       |                   |                   |  |

## Campeonatos Regionales
Debido a la creación de la 2ª división de 32 participantes, las ligas territoriales se resintieron en gran medida. Por ejemplo la liga asturiana desapareció al no haber equipos suficientes para competir. La liga de sevilla quedó en 4 equipos, la de Granada y la vasca en 5. Solo Madrid, Cataluña y Valencia pudieron hacer unas ligas competitivas. Las ligas de Valladolid, León y Salamanca se unificaron en una liga castellana.

#### Federación Catalana de Rugby
Sede: c/ Mallorca, 275, Barcelona

Licencias: 2030 (775 sénior, 540 juvenil, 380 cadete, 335) 

22 clubes adscritos en 3 divisiones sénior, 1 juvenil, 1 cadete, 1 infantil

En Liga Nacional: 3 clubes en 1ªD, 5 clubes en 2ªD
| 1º Categoría | 1º Categoría                    | 2ª Categoría | 2ª Categoría          | Reservas | Reservas                     | Juvenil | Juvenil                      | Cadetes | Cadetes                    |
| ------------ | ------------------------------- | ------------ | --------------------- | -------- | ---------------------------- | ------- | ---------------------------- | ------- | -------------------------- |
| 1º           | Barcelona Unión Club (BUC)      | 1º           | Centralban Rugby Club | 1º       | Club Natación Barcelona B    | 1º      | Unión Deportiva Samboyana    | 1º      | Unión Deportiva Samboyana  |
| 2º           | La Salle-Bonanova               | 2º           | CRA Cassá             | 2º       | Rugby Club Cornellà B        | 2º      | Club Natación Montjuich      | 2º      | Club Natación Pueblo Nuevo |
| 3º           | Sociedad de Cazadores Samboyana | 3º           | Rugby Reus            | 3º       | Unión Deportiva Samboyana B  | 3º      | Futbol Club Barcelona        | 3º      | Club Natación Montjuich    |
| 4º           | Real Club Deportivo Español     | 4º           | Rugby Club Hospitalet | 4º       | Club Natación Pueblo Nuevo B | 4º      | Club Deportivo Universitario | 4º      | Barcelona Unión Club (BUC) |
| 5º           | Casino Badalona                 |              |                       | 5º       | La Salle-Bonanova B          | 5º      | La Salle-Bonanova            | 5º      | Unió Esportiva Bellvitge   |
| 6º           | CD Medicina Autónoma            |              |                       | 6º       | Club Natación Montjuich B    | 6º      | Barcelona Unión Club (BUC)   |         |                            |
| 7º           | Facultad de Medicina            |              |                       |          |                              | 7º      | Rugby Club Cornellà          |         |                            |
| 8º           | Rugby Club Andorra              |              |                       |          |                              | 8º      | Club Natación Barcelona      |         |                            |
|              |                                 |              |                       |          |                              | 9º      | Club Natación Pueblo Nuevo   |         |                            |
|              |                                 |              |                       |          |                              | 10º     | Rugby Club Hospitalet        |         |                            |

#### Federación Castellana de Rugby

##### Federación de Madrid
Sede: c/ Covarrubias-17, Madrid

Licencias: 1668 (685 sénior, 457 juvenil, 415 cadetes, 111 infantil)

19 clubes adscritos en 2 divisiones sénior, 1 juvenil, 1 cadete

En Liga Nacional: 4 clubes en 1ªD, 5 clubes en 2ªD

| 1ª División | 1ª División                      | 2ª División | 2ª División                   | Juvenil | Juvenil                     | Cadetes | Cadetes                     |
| ----------- | -------------------------------- | ----------- | ----------------------------- | ------- | --------------------------- | ------- | --------------------------- |
| 1º          | Club Juventud Karmen             | 1º          | Club Deportivo Arquitectura D | 1º      | Club Atlético Uros (CAU)    | 1º      | Club Deportivo Arquitectura |
| 2º          | Teca Rugby Club                  | 2º          | C.D. Filosofía y Letras       | 2º      | Santa María del Pilar       | 2º      | C.D. Filosofía y Letras     |
| 3º          | Club Deportivo Arquitectura C    | 3º          | Teca Rugby Club B             | 3º      | Liceo Francés               | 3º      | Club Deportivo Industriales |
| 4º          | Colegio Mayor Cisneros B         | 4º          | C.M. Alfonso X                | 4º      | Club Deportivo Arquitectura | 4º      | Club Juventud Karmen        |
| 5º          | Club Ingenieros Industriales     | 5º          | Borys RC (CAU D)              | 5º      | Colegio Mayor Cisneros      | 5º      | Liceo Francés               |
| 6º          | Club Atlético Uros (CAU) C       | 6º          | Santa María del Pilar         | 6º      | C.D. Filosofía y Letras     | 6º      | Santa María del Pilar       |
| 7º          | Olímpico Leganés B               | 7º          | Club Deportivo Acantos        | 7º      | Club Deportivo Industriales | 7º      | Teca Rugby Club             |
| 8º          | Liceo Francés B                  | 8º          | ISEP Luis Vives-CEU           | 8º      | Club Juventud Karmen        | 8º      | Olímpico Leganés            |
| 9º          | CEU-San Pablo                    | 9º          | CD Agrónomos Madrid           | 9º      | Olímpico Leganés            |         |                             |
| 10º         | Colegio Mayor Antonio de Nebrija | 10º         | Club Juventud Karmen B        | 10º     | Canoe Natación Club         |         |                             |
|             |                                  | 11º         | Teleco Rugby Club             | 11º     | Teca Rugby Club             |         |                             |
|             |                                  | 12º         | Club Deportivo Industriales B |         |                             |         |                             |

##### Federación Provincial de Valladolid
Sede: c/ Dos de Mayo-4, Valladolid

Licencias: 786 (140 sénior, 246 juvenil, 400 infantil)

7 clubs adscritos en 1 división sénior, 1 juvenil y torneos cadetes, infantiles, alevines y benjamines

En Liga Nacional: 1 club en 1ªD

##### Federación Provincial de Salamanca
Fundación: 1975

Sede: c/ Correhuela-5, Salamanca

Licencias: 76 (42 sénior, 34 juvenil)

5 clubs adscritos en 1 división sénior, 1 juvenil y 1 cadete (en Valladolid)

En Liga Nacional: 1 club en 2ªD

##### Federación Provincial de León
Sede: c/ Alcázar de Toledo-16, León

Licencias: 403 (108 sénior, 95 juvenil, 160 cadetes, 40 infantil) 

9 clubs en 1 división juvenil y 1 cadete

| Castilla         | Castilla                   | Juvenil Valladolid                                    | Juvenil Valladolid                                    | Cadete Castilla                                       | Cadete Castilla                                       |
| ---------------- | -------------------------- | ----------------------------------------------------- | ----------------------------------------------------- | ----------------------------------------------------- | ----------------------------------------------------- |
| 1º               | Club Rugby San José        | 1º                                                    | Pumas Rugby                                           | 1º                                                    | Colegio El Salvador                                   |
| 2º               | CDU-Valladolid B           | 2º                                                    | Club Rugby Vernes                                     | 2º                                                    | Club Rugby San José                                   |
| 3º               | León Rugby Club            | 3º                                                    | Olímpico Valladolid                                   | 3º                                                    | Colegio Lourdes                                       |
| 4º               | Unión Deportiva San Carlos | 4º                                                    | CDU-Valladolid                                        | 4º                                                    | Colegio Inmaculada                                    |
| 5º               | Veterinario Rugby Club     |                                                       |                                                       |                                                       |                                                       |
| 6º               | Empresariales-Europa León  | Sargento Pepper's B (Desc.), Zamora Rugby Club (Ret.) | Sargento Pepper's B (Desc.), Zamora Rugby Club (Ret.) | Sargento Pepper's B (Desc.), Zamora Rugby Club (Ret.) | Sargento Pepper's B (Desc.), Zamora Rugby Club (Ret.) |
| Juvenil Castilla | Juvenil Castilla           | Juvenil León                                          | Juvenil León                                          | Cadete León                                           | Cadete León                                           |
| 1º               | Club Rugby San José        | 1º                                                    | León Rugby Club                                       | 1º                                                    | Col. S. Juan de la Cruz                               |
| 2º               | CR Valladolid-San José     | 2º                                                    | Maristas Rugby                                        | 2º                                                    | Maristas Rugby                                        |
| 3º               | Sargento Pepper's          | 3º                                                    | Colegio Menor Europa                                  | 3º                                                    | Colegio Menor Europa                                  |
| 4º               | Unión Deportiva San Carlos | 4º                                                    | Jesús Divino Obrero                                   | 4º                                                    | Jesús Divino Obrero                                   |
|                  |                            |                                                       |                                                       | 5º                                                    | Inmaculada León                                       |

#### Federaciones del Norte

##### Federación Asturiana
Fundación: 1964

Sede: c/ Dindurra-20, Gijón

Licencias: 184 (63 sénior, 121 juvenil) 

6 clubs en 1 división juvenil y 1 cadete

En Liga Nacional: 2 clubes en 2ªD

##### Federación Cántabra
Fundación: 1941 (Ref. 1971)

Sede: c/ San Fernando-48, Santander

Licencias: 261 (151 sénior, 73 juvenil, 100 infantil) 

10 clubes adscritos en 1 liga sénior, 1 juvenil y 1 cadete
 
En Liga Nacional: 1 club en 2ªD

| Juvenil Asturias | Juvenil Asturias        | Cadete Asturias | Cadete Asturias                | Cantabria | Cantabria                      | Juvenil Cantabria | Juvenil Cantabria                 | Cadete Cantabria | Cadete Cantabria                  |
| ---------------- | ----------------------- | --------------- | ------------------------------ | --------- | ------------------------------ | ----------------- | --------------------------------- | ---------------- | --------------------------------- |
| 1º               | Universidad Laboral     | 1º              | Universidad Laboral            | 1º        | Independiente Rugby Club       | 1º                | Independiente Rugby Club          | 1º               | Rayo Vallecano/Biyok              |
| 2º               | Cultural Covadonga      | 2º              | Fundación Revillagigedo        | 2º        | CDM Gen. Yagüe Burgos          | 2º                | CDM Gen. Yagüe Burgos             | 2º               | Club Deportivo Calasanz Santander |
| 3º               | Instituto Jovellanos    | 3º              | Escuela de Maestría Industrial | 3º        | Facultad de Medicina Santander | 3º                | Rayo Vallecano/Biyok              | 3º               | INEM La Albericia                 |
| 4º               | Fundación Revillagigedo | 4º              | M. Industrial-Unilabor         | 4º        | Círculo Doctrinal José Antonio | 4º                | INEM Villa Junco                  | 4º               | INEM José Mª Pereda               |
| 5º               | M. Industrial-Unilabor  |                 |                                |           |                                | 5º                | Club Deportivo Calasanz Santander |                  |                                   |

#### Federaciones Vascas

##### Federación Vasco-Navarra
Fundación: 1961

Sede: c/ Prim-28, San Sebastián

Licencias: 673 (259 sénior, 254 juvenil, 160 cadete)

10 clubes en 1 división sénior y 1 juvenil

En Liga Nacional: 1 club en 1ªD, 3 clubes en 2ªD

##### Federación de Vizcaya
Fundación: 1946 (Ref. 1971)

Sede:José Mª Escuza-16, Bilbao

Licencias: 503 (249 sénior, 172 juvenil, 80 cadete)

9 clubes en 1 división sénior y 1 juvenil

| Vasco-Navarra | Vasco-Navarra                         | Juvenil | Juvenil                     | Vizcaya | Vizcaya                      | Vizcaya Juvenil | Vizcaya Juvenil         | Vizcaya Cadete | Vizcaya Cadete       |
| ------------- | ------------------------------------- | ------- | --------------------------- | ------- | ---------------------------- | --------------- | ----------------------- | -------------- | -------------------- |
| 1º            | Club Deportivo Bidasoa                | 1º      | Club Atlético San Sebastián | 1º      | Basauri Rugby Club           | 1º              | Gernika Rugby Taldea    | 1º             | Gernika Rugby Taldea |
| 2º            | Sociedad Deportiva Anoeta             | 2º      | R.U. Larraona               | 2º      | Gernika Rugby Taldea         | 2º              | Getxo Rugby Taldea      | 2º             | Bilbao Rugby Club    |
| 3º            | Club de Rugby Univ. de Navarra (CRUN) | 3º      | Mondragon Club de Rugby     | 3º      | Ingenieros Rugby Club        | 3º              | Bilbao Rugby Club       | 3º             | Plencia Rugby Club   |
| 4º            | Mondragón Club de Rugby               | 4º      | Ordiziako Mz.               | 4º      | Getxo Rugby Taldea           | 4º              | Basauri Rugby Club      | 4º             | Basauri Rugby Club   |
| 5º            | Hernani Club de Rugby B               | 5º      | Hernani Club de Rugby       | 5º      | Rugby Club Medicina Bilbao B | 5º              | Club de Rugby Baracaldo |                |                      |
|               |                                       | 6º      | Club Deportivo Bidasoa      | 6º      | Bilbao Rugby Club B          |                 |                         |                |                      |
|               |                                       | 7º      | Landare Rugby Club          | 7º      | Club de Rugby Baracaldo      |                 |                         |                |                      |
|               |                                       | 8º      | Sociedad Deportiva Anoeta   |         |                              |                 |                         |                |                      |
|               |                                       | 9º      | Rugby Club Irún             |         |                              |                 |                         |                |                      |

#### Federaciones de Sur y Este

##### Federación Andaluza de Rugby
Fundación: 1951

Sede: c/ Abades-11, Sevilla

Licencias: 651 (322 sénior, 140 juvenil, 150 cadete, 39 infantil) 

11 clubes adscritos 1 división senior, 1 juvenil

En Liga Nacional: 1 club en 1ªD, 6 clubes en 2ªD

###### Delegación de Granada
Fundación: 1974

Sede: Av. de Madrid-5, Granada

Licencias: 280 (172 sénior, 108 juvenil) 

6 clubes adscritos 1 división senior, 1 juvenil

En Liga Nacional: 2 clubes en 2ªD

##### Federación Valenciana
Fundación: 1931

Sede: c/ Lauría-18, Valencia

Licencias: 932 (294 sénior, 228 juvenil, 200 cadete, 210 infantil)

9 clubs en 1 división senior, 1 juvenil

En Liga Nacional: 3 clubes en 2ªD

##### Federación Aragonesa
Fundación: 1957

Sede: c/ Alfonso I -16, Zaragoza

Licencias: 536 (135 sénior, 86 juvenil, 150 cadetes, 165 infantil) 

8 clubs en 1 campeonato senior y 1 juvenil

En Liga Nacional: 2 clubes en 2ªD

| Andaluza         | Andaluza                       | Granada         | Granada                         | Valenciana 1ª      | Valenciana 1ª         | Valenciana 2ª | Valenciana 2ª           | Aragonesa      | Aragonesa                    |
| ---------------- | ------------------------------ | --------------- | ------------------------------- | ------------------ | --------------------- | ------------- | ----------------------- | -------------- | ---------------------------- |
| 1º               | Club de Rugby Divina Pastora   | 1º              | Arquitécnicos B                 | 1º                 | C.P. Les Abelles      | 1º            | Luis Vives Rugby Club   | 1º             | Club Deportivo Veterinaria B |
| 2º               | Universidad Laboral de Sevilla | 2º              | Club Deportivo Universitario B  | 2º                 | Tatami Rugby Club     | 2º            | Tabernes Club de Rugby  | 2º             | Armas Club de Rugby          |
| 3º               | Sevilla Club de Fútbol B       | 3º              | Club Náutico O.E.U.             | 3º                 | CAU Rugby Valencia    | 3º            | Club Náutico de Cullera | 3º             | Club Deportivo Ciencias B    |
| 4º               | Club de Rugby Ciencias B       | 4º              | C.M.U. Isabel La Católica       | 4º                 | Valencia Rugby Club B | 4º            | Tatami Rugby Club B     | 4º             | Club Deportivo Medicina      |
|                  |                                | 5º              | Colegio Mayor Santiago          | 5º                 | Moncada Rugby Club    | 5º            | CAU Rugby Valencia B    |                |                              |
|                  |                                |                 |                                 | 6º                 | XÈ-15 Valencia B      |               |                         |                |                              |
| Andaluza Juvenil | Andaluza Juvenil               | Granada Juvenil | Granada Juvenil                 | Valenciana Juvenil | Valenciana Juvenil    |               |                         | Aragón Juvenil | Aragón Juvenil               |
| 1º               | Club de Rugby Divina Pastora   | 1º              | Granada Rugby Club              | 1º                 | Luis Vives Rugby Club |               |                         | 1º             | CR Seminario de Tarazona     |
| 2º               | Sevilla Club de Fútbol         | 2º              | Club Náutico O.E.U.             | 2º                 | C.P. Les Abelles      |               |                         | 2º             | Colegio Agustinos            |
| 3º               | Club de Campo RACA Sevilla     | 3º              | Arquitectura Técnica Rugby Club | 3º                 | Valencia Rugby Club   |               |                         | 3º             | Club Deportivo Veterinaria   |
| 4º               | Real Betis Balompié            | 4º              | Club Deportivo Universitario    | 4º                 | Tatami Rugby Club     |               |                         | 4º             | Iris Rugby Club              |
| 5º               | C.A.S.A.                       |                 |                                 | 5º                 | Moncada Rugby Club    |               |                         |                |                              |
|                  |                                |                 |                                 | 6º                 | CAU Rugby Valencia    |               |                         |                |                              |

## Competiciones internacionales

### Trofeo Europeo F.I.R.A. (Senior 1ª División)
El campeonato de 1ª división había aumentado a 6 selecciones, y solo había una plaza de descenso. España, cuyo objetivo era un año más la permanencia debería luchar con los ascendidos, Polonia y Países Bajos para evitar el descenso. El primer partido del combinado español fue en Ámsterdam contra Países Bajos, pero no se pudo pasar del empate a 4. Se jugó bien contra Italia, pero perdieron en Madrid por 6-19. Contra Francia B había que evitar perder por más de 65 puntos, ya que holanda había perdido 71-6 y los puntos serían importantes para desempatar. Se perdió por 0-36 y faltaban dos partidos. No se ganó no a Rumania, ni tampoco a Polonia en Bialystok, pero estuvo cerca de conseguirlo con un 17-14. De todos modos ya se había salvado la categoría ya que la diferencia de puntos entre España y Países Bajos era muy grande.

Francia B no se dejó sorprender este año y venció sus partidos con autoridad, obteniendo así su decimocuarto trofeo. Italia, una selección en ascenso, arrebató a Rumania el segundo puesto.

#### Resultados
| Ciudad    | Fecha      | Local        | Resultado | Visitante    |
| --------- | ---------- | ------------ | --------- | ------------ |
| Treviso   | 25-10-1975 | Italia       | 28-13     | Polonia      |
| Bucarest  | 2-11-1975  | Rumania      | 20-9      | Polonia      |
| Apeldoorn | 23-11-1975 | Países Bajos | 0-24      | Italia       |
| Burdeos   | 23-11-1975 | Francia B    | 36-12     | Rumania      |
| Ámsterdam | 7-12-1975  | Países Bajos | 4-4       | España       |
| Madrid    | 20-12-1975 | España       | 6-19      | Italia       |
| Lille     | 10-02-1976 | Francia B    | 71-6      | Países Bajos |
| Milán     | 17-02-1976 | Italia       | 11-23     | Francia B    |
| Madrid    | 28-02-1976 | España       | 0-36      | Francia B    |
| Hilversum | 28-03-1976 | Países Bajos | 3-27      | Rumania      |
| Cracovia  | 4-04-1976  | Polonia      | 18-34     | Francia B    |
| Lublin    | 11-04-1976 | Polonia      | 12-3      | Países Bajos |
| Parma     | 24-04-1976 | Italia       | 13-12     | Rumania      |
| Bucarest  | 2-05-1976  | Rumania      | 16-7      | España       |
| Bialystok | 15-05-1976 | Polonia      | 17-14     | España       |

#### Clasificación
| Lugar | Selección    | Partidos | Partidos | Partidos  | Partidos | Puntos  | Puntos    | Puntos | Tabla de puntos |
| Lugar | Selección    | Jugados  | Ganados  | Empatados | Perdidos | A favor | En contra | dif.   | Tabla de puntos |
| ----- | ------------ | -------- | -------- | --------- | -------- | ------- | --------- | ------ | --------------- |
| 1     | Francia      | 5        | 5        | 0         | 0        | 200     | 47        | +153   | 15              |
| 2     | Italia       | 5        | 4        | 0         | 1        | 95      | 54        | +41    | 13              |
| 3     | Rumania      | 5        | 3        | 0         | 2        | 87      | 68        | +19    | 11              |
| 3     | Polonia      | 5        | 2        | 0         | 3        | 69      | 99        | -30    | 9               |
| 4     | España       | 5        | 0        | 1         | 4        | 31      | 92        | -61    | 6               |
| 5     | Países Bajos | 5        | 0        | 1         | 4        | 16      | 138       | -122   | 6               |

| Bandera de Francia  |
| Campeón Francia     |
| Decimocuarto título |